# St.-Veit-Kirche (Gärtringen)

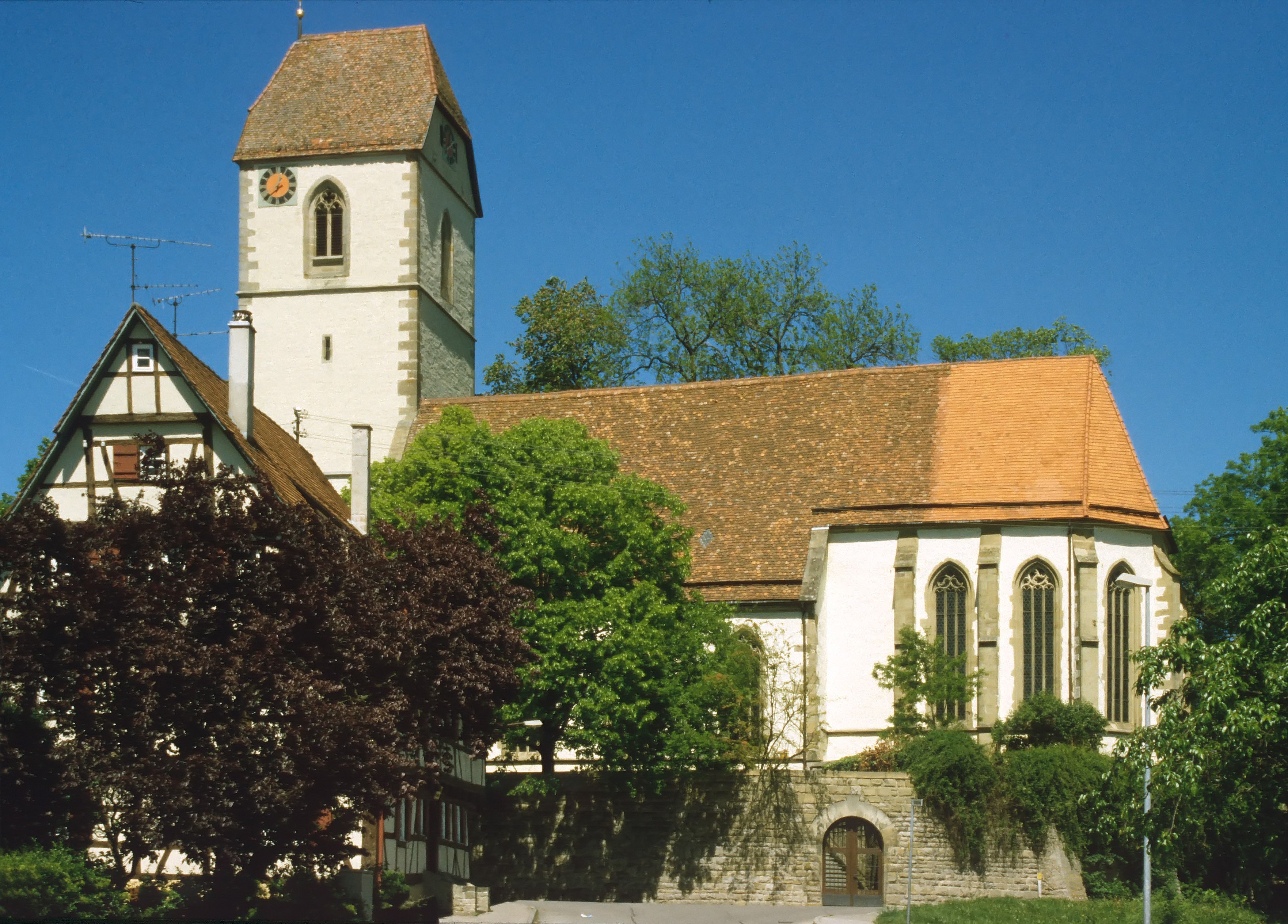
Südseite der St.-Veit-Kirche

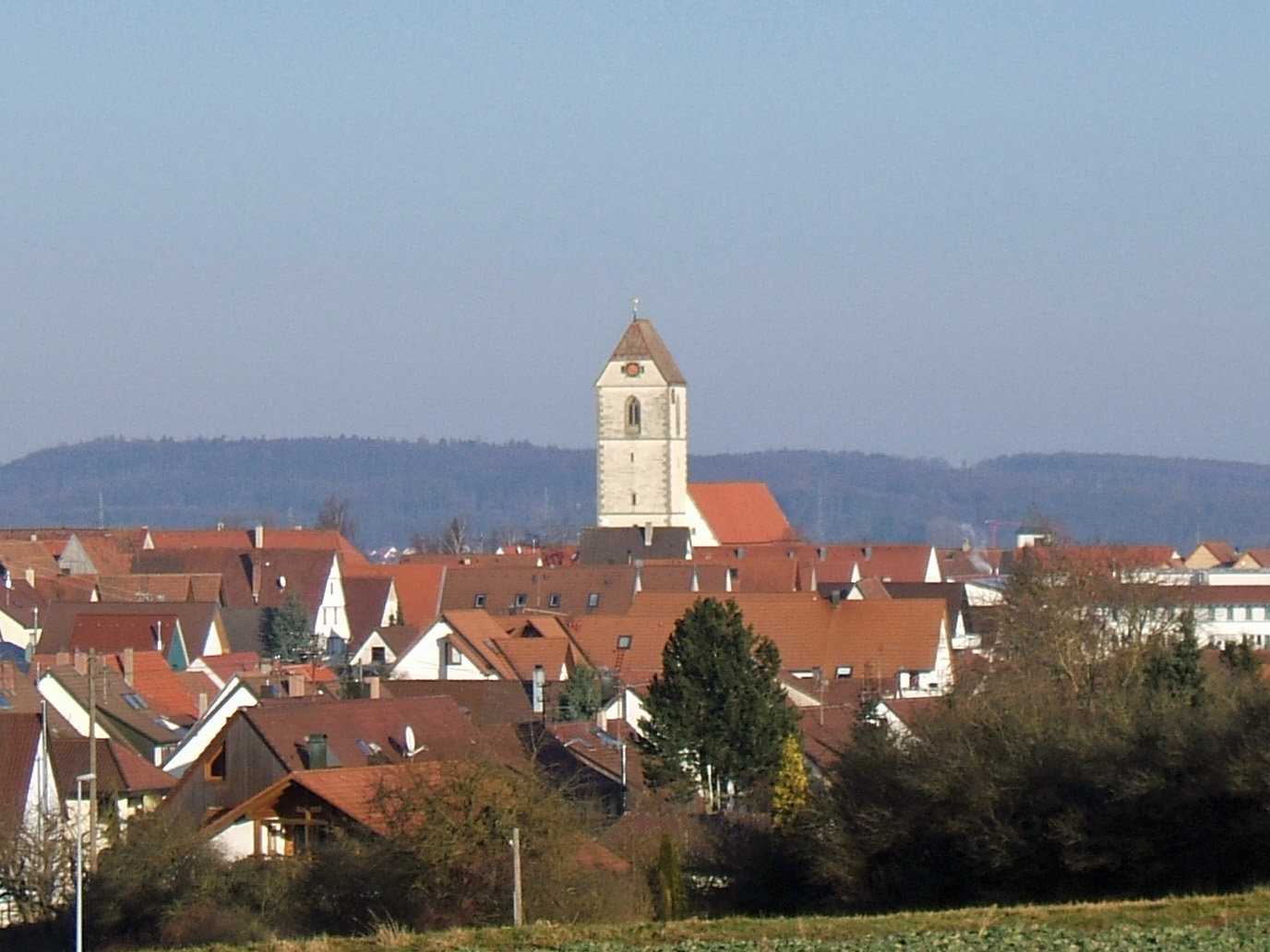
Gärtringen von Südwesten

Die evangelische St.-Veit-Kirche in Gärtringen gilt als eine der besterhaltenen spätgotischen Dorfkirchen Württembergs. Der älteste noch erhaltene Bauteil ist der Turm, der zwischen 1455 und 1460 errichtet wurde. Er stellt mit seiner Höhe von 38,5 Metern, die auf die frühere Nutzung als Wehr- und Wachturm zurückzuführen ist, noch heute die dominierende Landmarke des Ortes dar. Das Jahr 1496, in dem der Chor fertiggestellt wurde, gilt als Baujahr der Wandpfeilerkirche.
Die durchgängig eingewölbte Dorfkirche besitzt ungewöhnlich reichhaltige spätgotische Gewölbemalereien und wird als Denkmal von besonderer Bedeutung eingestuft. Der sanierungsbedürftige Innenraum der Kirche wurde von Mai 2009 bis September 2010 aufwendig restauriert.

## Geschichte

### Baugeschichte

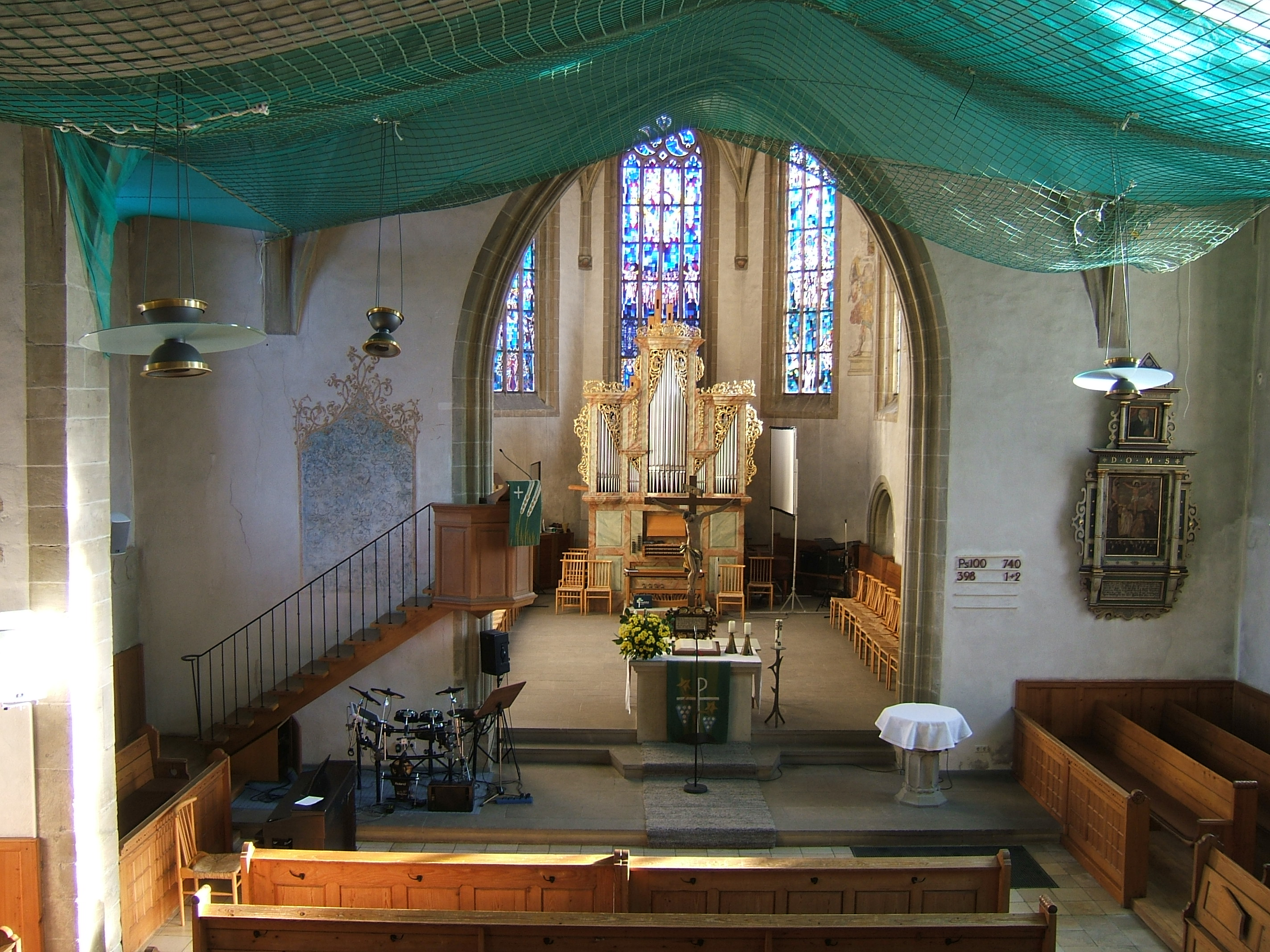
Blick von der Westempore vor der Renovierung 2009

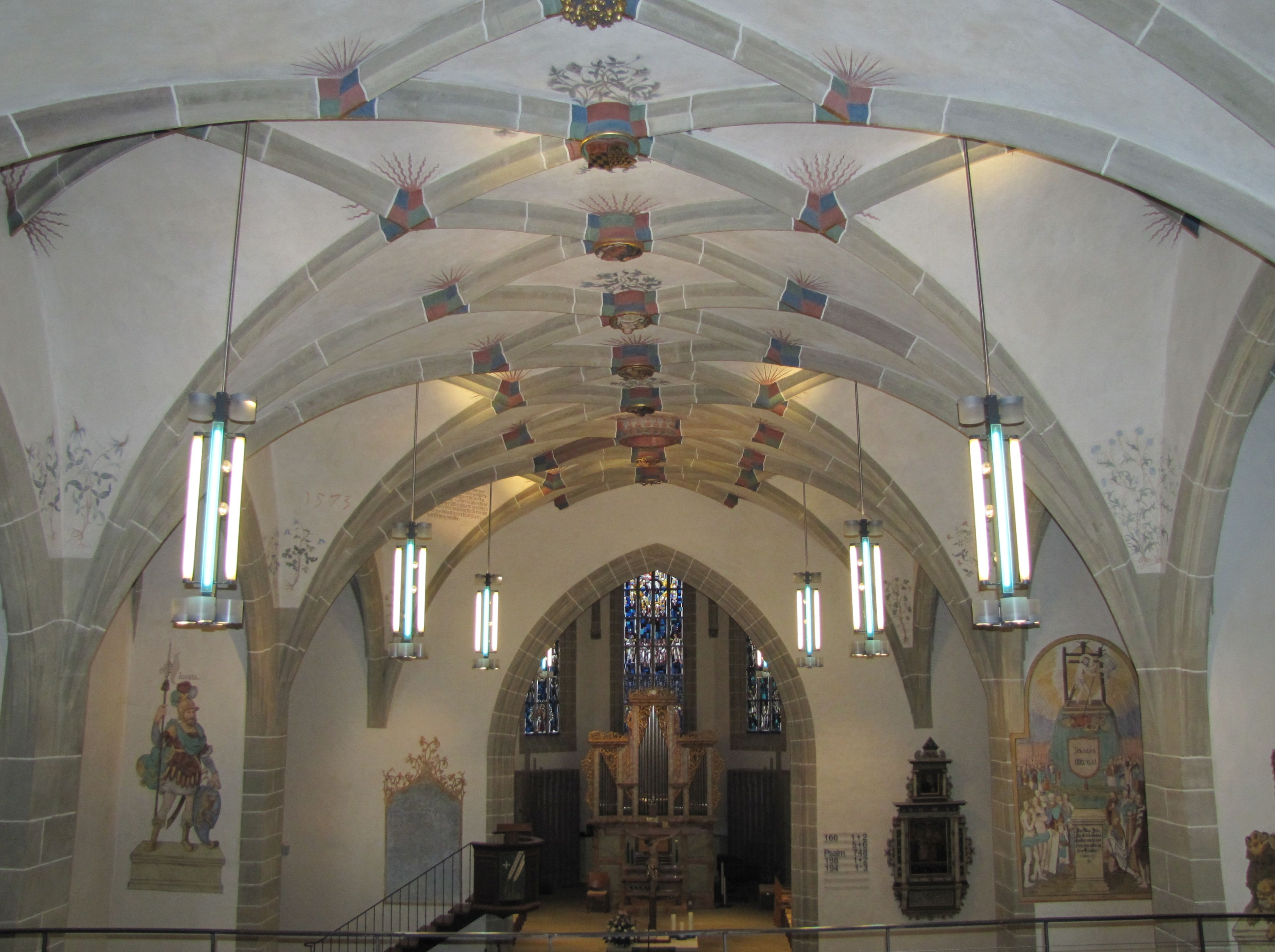
Blick von der Westempore nach der Renovierung

Der Liber decimationis aus dem Jahr 1275 erwähnt erstmals den Vorgängerbau der heutigen Kirche. Über die Abmessungen des Vorgängerbaus ist wenig bekannt, denn oberirdisch sind keine Überreste erhalten und es gab bisher keine Grabungen im Bereich der Kirche. Ein Hinweis auf das vorherige Kirchenschiff gibt es an der Turmwand im Dachstuhl des Langhauses. Dort ist die alte Giebellinie zu erkennen, woraus zu schließen ist, dass das frühere Langhaus flacher und um 4,5 Meter niedriger war als das heutige.
Im Jahr 1485, 30 Jahre nach Fertigstellung des Turms, begann mit dem Chor der Bau einer geräumigeren Kirche. Er wurde 1496 fertiggestellt und in Gebrauch genommen. Das Langhausgewölbe war schon kurz darauf vollendet, vermutlich zwischen 1498 und 1500. Dies belegen dendrochronologische Untersuchungen der für den Dachstuhl des Langhauses verwendeten Bäume.
Als 1869 der Architekt Christian Friedrich von Leins seine Pläne für eine umfassende Renovierung der Kirche entwarf, war die Kirche in den vorherigen Jahrhunderten schon mehrfach repariert und renoviert worden. Von Leins Pläne, die die Kirche weitgehend in einen neugotischen Bau verwandelt hätten, wurden jedoch nicht umgesetzt, sodass der ursprüngliche Baustil und die alte Bausubstanz erhalten blieben. Auch eine 1896 geplante gründliche Restaurierung durch Heinrich Dolmetsch unterblieb. Schließlich nahmen die Architekten Felix Schuster und Theodor Dolmetsch die überfällige Renovierung der Kirche 1913 in Angriff. Entsprechend dem gewandelten historischen Bewusstsein waren sie daran interessiert, das Überlieferte unverfälscht zu bewahren.

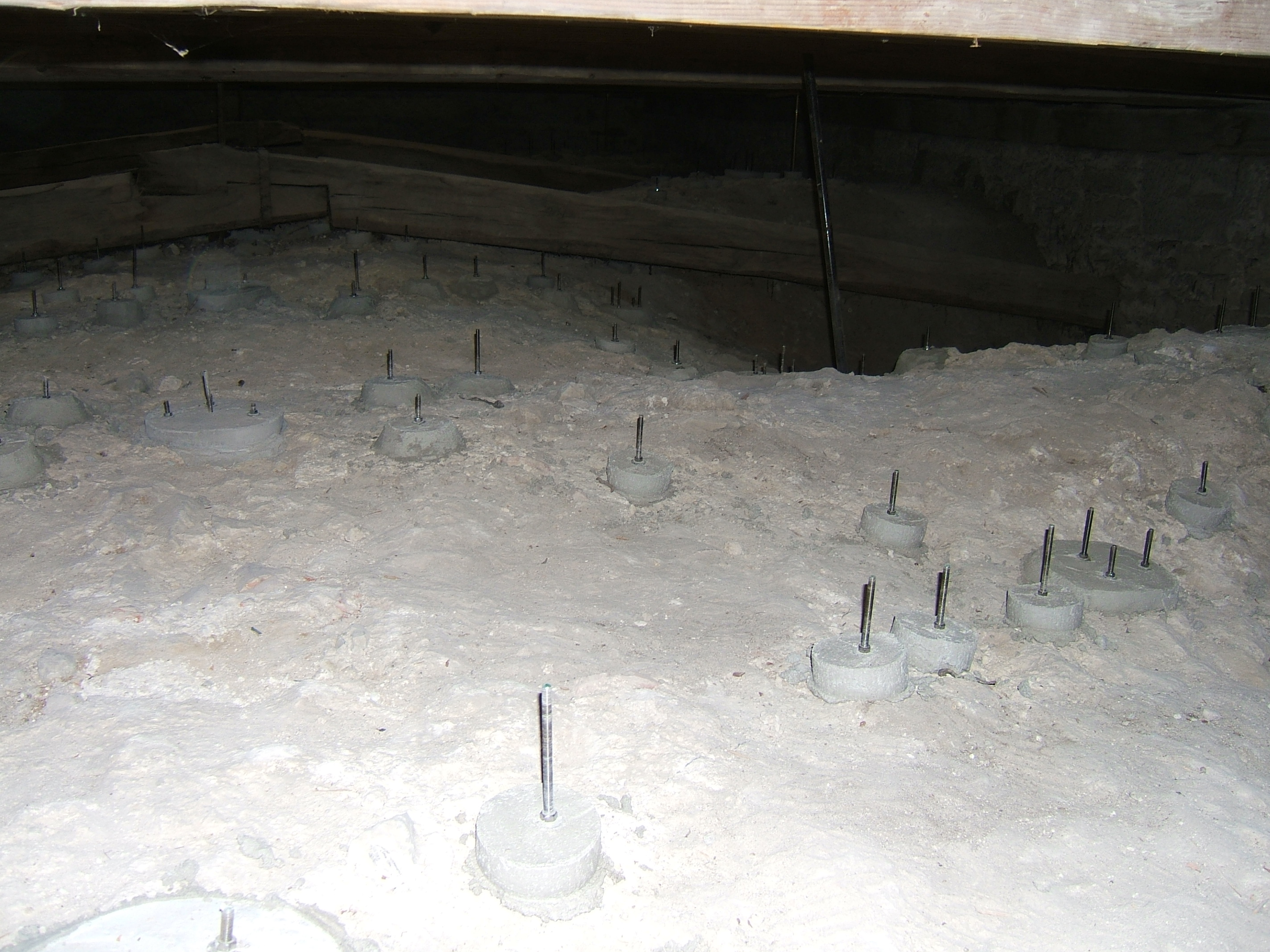
Gewölbe des Langhauses von oben mit Gewindeankern zur Befestigung des Rippenwerks

Eine umfassende Restaurierung des Kircheninneren geschah 1965 unter Leitung des Architekten Paul Heim. Dabei wurde eine Öl-Umluftheizung eingebaut, Wand- und Gewölbemalereien wurden freigelegt und manche Änderungen der Renovierung von 1913 rückgängig gemacht. Eine aufwendige Sanierung des Dachstuhls im Jahr 2007 kostete 480.000 Euro.
Im Jahr 2008 zeigten sich Risse im Gewölbe, Sandsteinbrocken und Mörtelteile fielen gelegentlich von der Decke. Ein unterhalb der Decke gespanntes Netz schützte deshalb die Besucher vor den herabfallenden Trümmern, bis Mitte Mai 2009 die Renovierungsarbeiten begannen. Bei dieser Sanierung wurden die Gewölberippen, die sich durch Temperaturwechsel und auch durch statische Mängel vom Gewölbe zu lösen begannen, mit Edelstahlkernen an der Gewölbeschale befestigt. Weiterhin wurden die Innenwände gereinigt und das Heizungssystem ersetzt. Die Orgel wurde im Zuge dieser Kirchensanierung gereinigt, modernisiert und um zwei Register erweitert. Am 12. September 2010 wurde die Kirche mit einem Festgottesdienst wieder eröffnet.

### Kirchengeschichte
Die Pfalzgrafen von Tübingen waren bis ins späte 14. Jahrhundert die Patronatsherren der Kirche. Diese Funktion übernahm 1382 das Haus Württemberg, das 1456 die damit verbundenen Rechte dem Stift Herrenberg übertrug, in das die Kirche 1457 inkorporiert wurde. Nachdem der vertriebene Herzog Ulrich 1534 wieder nach Württemberg zurückgekehrt war, führte er bald die Reformation und den evangelischen Gottesdienst ein. Das Haus Württemberg ließ die in seinem Herrschaftsbereich gelegenen Stifte und Klöster auflösen und übte die Kirchenrechte wieder unmittelbar selbst aus. Die evangelische Landeskirche übernahm den letzten katholischen Pfarrer, Eustachius Kain, in ihren Dienst.
Wann der Heilige Veit zum Kirchenheiligen erhoben wurde, ist nicht genau bekannt. Bis 1436 war er eindeutig nur Altar- und Kaplaneiheiliger. Die Verehrung des Heiligen Veit muss Mitte des 15. Jahrhunderts bereits beträchtlich gewesen sein, sodass möglicherweise schon die vorherige Kirche ab etwa 1455 dem heiligen Veit geweiht war. Wahrscheinlich wechselte jedoch mit dem Bau der heutigen Kirche das Patrozinium.

## Baubeschreibung

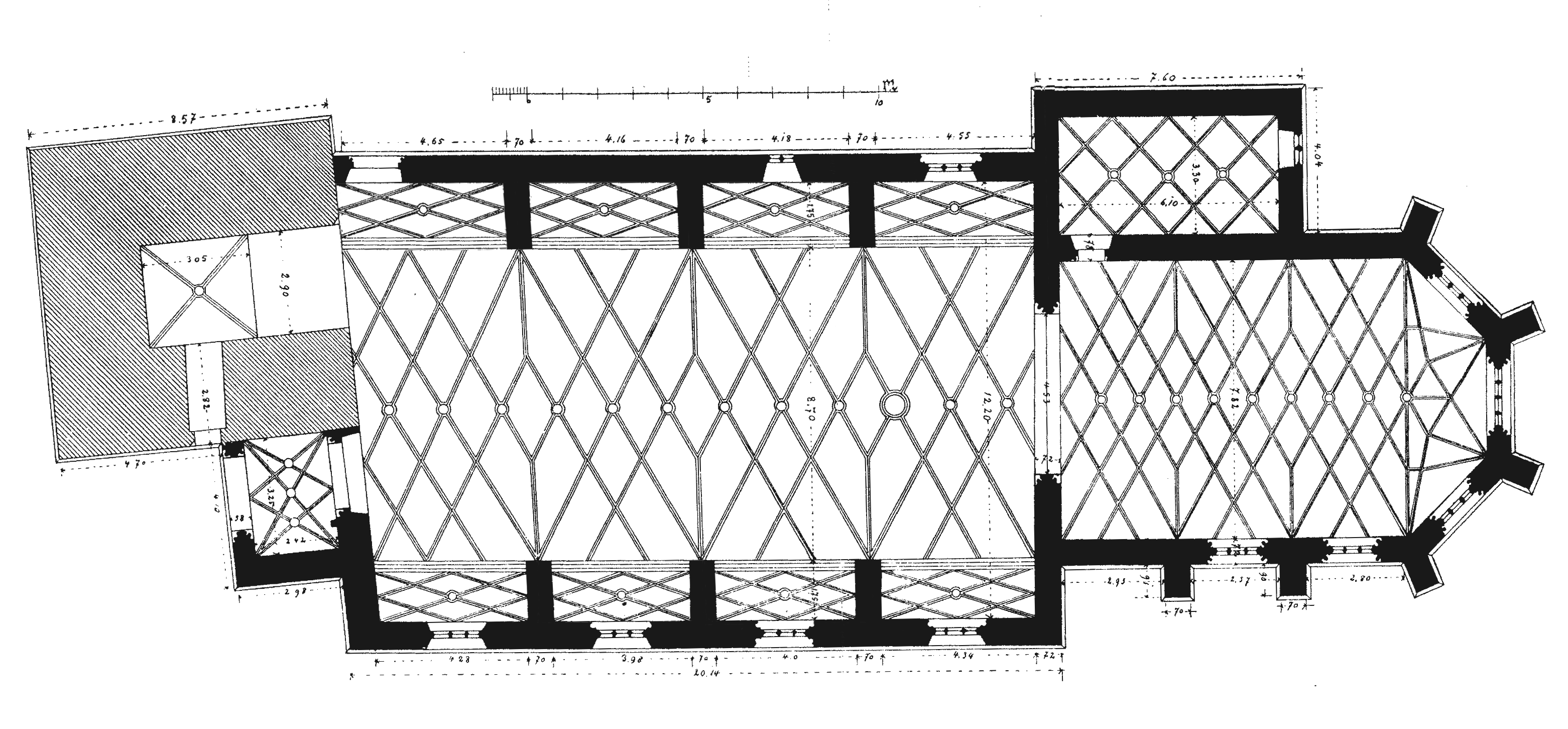
Grundriss mit Gewölbe und Maßen

Die Kirche steht am oberen Rand eines nach Süden und Osten abfallenden Geländes. Die größtenteils noch vorhandene, auf drei Seiten erneuerte Umfassungsmauer deutet durch ihre Höhe auf die einstige Wehrfunktion hin. Auf der Westseite erhebt sich über mächtigen Mauern der quadratische Turm. Seine mit 38,5 Metern für eine Dorfkirche recht große Höhe beruht auf seiner ehemaligen Funktion als Wehr- und Wachturm. Der Turm ist zur Kirche ein wenig nach links verschoben. Er steht nicht mittig an der Westseite, sondern springt an der Nordseite ein Stück über das Kirchenschiff hinaus.
Der Hauptzugang der Kirche befindet sich in einer kleinen Vorhalle an Turm und Westwand des Langhauses mit nahezu quadratischem Grundriss, die wie der Turm ausgerichtet ist. Das Langhaus ist knapp 20 Meter lang und etwas über 12 Meter breit, einschließlich der Einsatzkapellen. Es ist durch drei Strebepfeiler auf jeder Längsseite in vier Joche gegliedert. Die Westwand des Langhauses ist als einzige Wand des Kirchenschiffs wie der Turm und die Vorhalle ausgerichtet; die inneren Strebepfeiler stoßen nicht rechtwinklig an die Wand des Langhauses, sondern vermitteln zwischen den beiden unterschiedlichen Ausrichtungen. In den Räumen zwischen den Strebepfeilern bestehen Einsatzkapellen mit eigenen Gewölben.
Im Osten schließt sich an das Langhaus der Chor an, dessen Breite der des Langhauses ohne die Kapellen entspricht. Chor und Langhaus sind durch einen Chorbogen getrennt. Der Chor ist knapp zwölf Meter lang und weist drei Querachsen sowie einen Dreiachtelschluss auf. Die Ecken des Chorpolygons und die Achsenflanken auf der Südseite sind mit äußeren Strebepfeilern versehen. An die Chornordseite schließt sich die rechteckige Sakristei an, deren Länge zwei Chorachsen entspricht. In der Breite ragt sie ein Stück über die Flucht der Langhausnordwand hinaus.
Alle Räume sind mit Rippengewölben versehen, die Vorhalle, das Langhaus mit seinen acht Kapellen, der Chor und die Sakristei besitzen Netzrippengewölbe, die Turmhalle, der älteste Teil der Kirche, hat ein Kreuzrippengewölbe.

### Turm

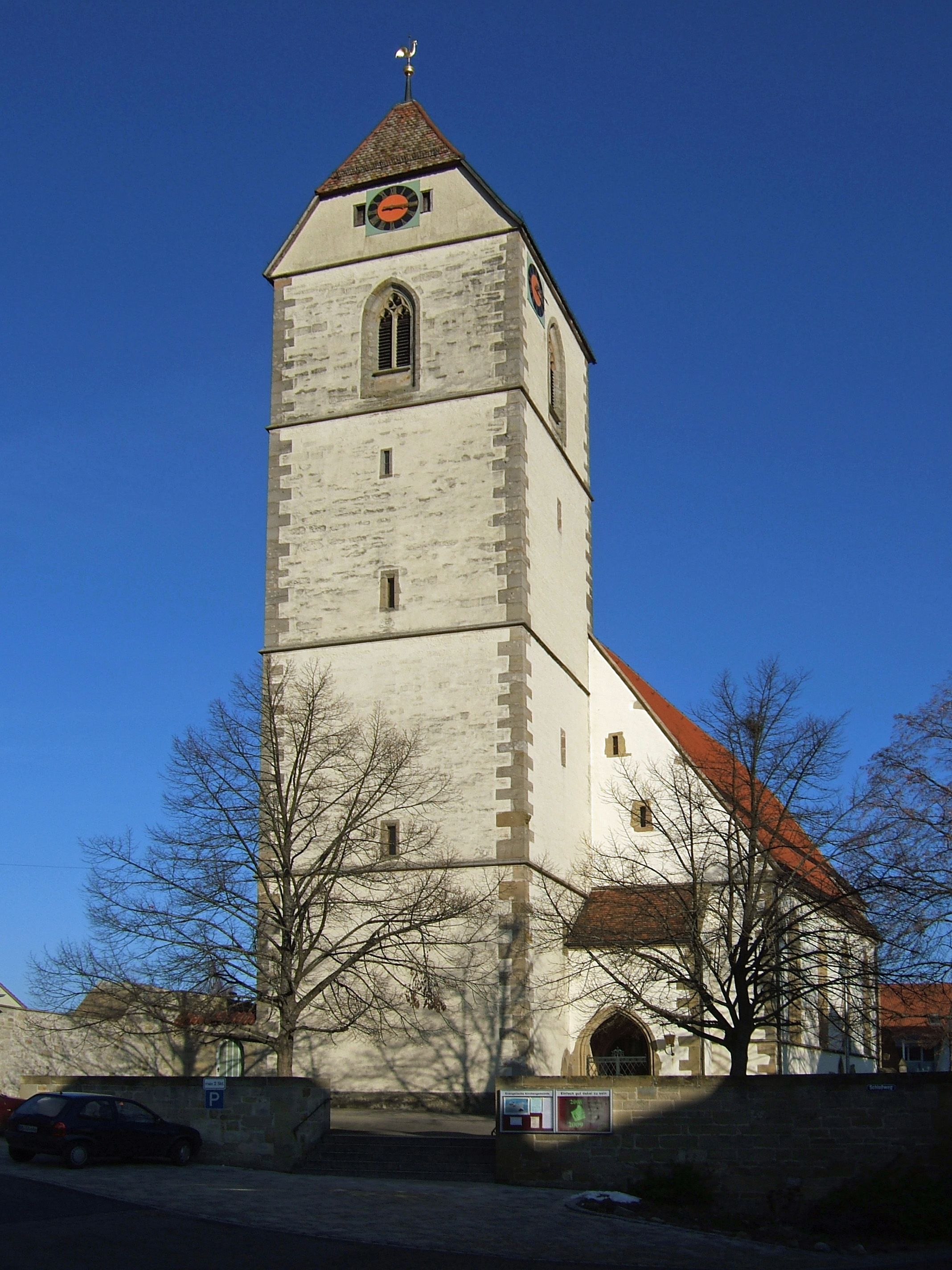
Ansicht von Westen, links der Turm, rechts davon die Vorhalle

Die Turmfassade untergliedert sich in vier Scheingeschosse verschiedener Höhe, die durch umlaufende Gesimse gekennzeichnet sind. Die Mauern bestehen wie der gesamte Bau aus verputzten Bruchsteinen. Nur Eckkanten, Gesimse sowie Tür- und Fenstergewände sind aus sichtbaren Hausteinen gemauert. Den oberen Abschluss bildet das aus der Erbauungszeit stammende Krüppelwalmdach mit Fachwerkgiebeln.
Die drei unteren Geschosse haben rechteckige Fensterschlitze, die sich nach innen erweitern. Als Schallöffnung für den Glockenstuhl im vierten Geschoss dient auf jeder Seite ein großes Spitzbogenfenster mit Maßwerkfüllung. In die nach Westen und Osten zeigenden Giebel des Walmdaches sind die Zifferblätter der später hinzugekommenen Turmuhr eingelassen. Auf der Nord- und Südseite sind sie ein Stockwerk tiefer angebracht.
Die Gliederung der Stockwerke im Inneren entspricht nicht der Fassadengestaltung. Die aus Eichenholz gezimmerten Turmeinbauten bilden sieben Stockwerke, den Turmdachstuhlboden eingeschlossen. Das Gebälk ruht auf Stufen des Mauerwerks, das sich innen von Stockwerk zu Stockwerk verjüngt.

### Vorhalle
Die rechteckige, außen schmucklose Vorhalle war mit ziemlicher Sicherheit bei der ursprünglichen Planung der Kirche nicht vorgesehen. Zwar setzt sich in der Vorhalle der Langhaussockel fort, und das Pultdach der Vorhalle schließt genau an das Dachgesims des Langhauses an, aber die Turmtür und der darüberliegende Fensterschlitz grenzen so eng an die Vorhalle, dass von einem nachträglichen Anbau ausgegangen wird. Im Inneren tragen Laubkonsolen das Netzgewölbe, das mit einem Schlussstein abschließt, den eine Darstellung des Kirchenheiligen Veit im Ölkessel ziert.

### Langhaus

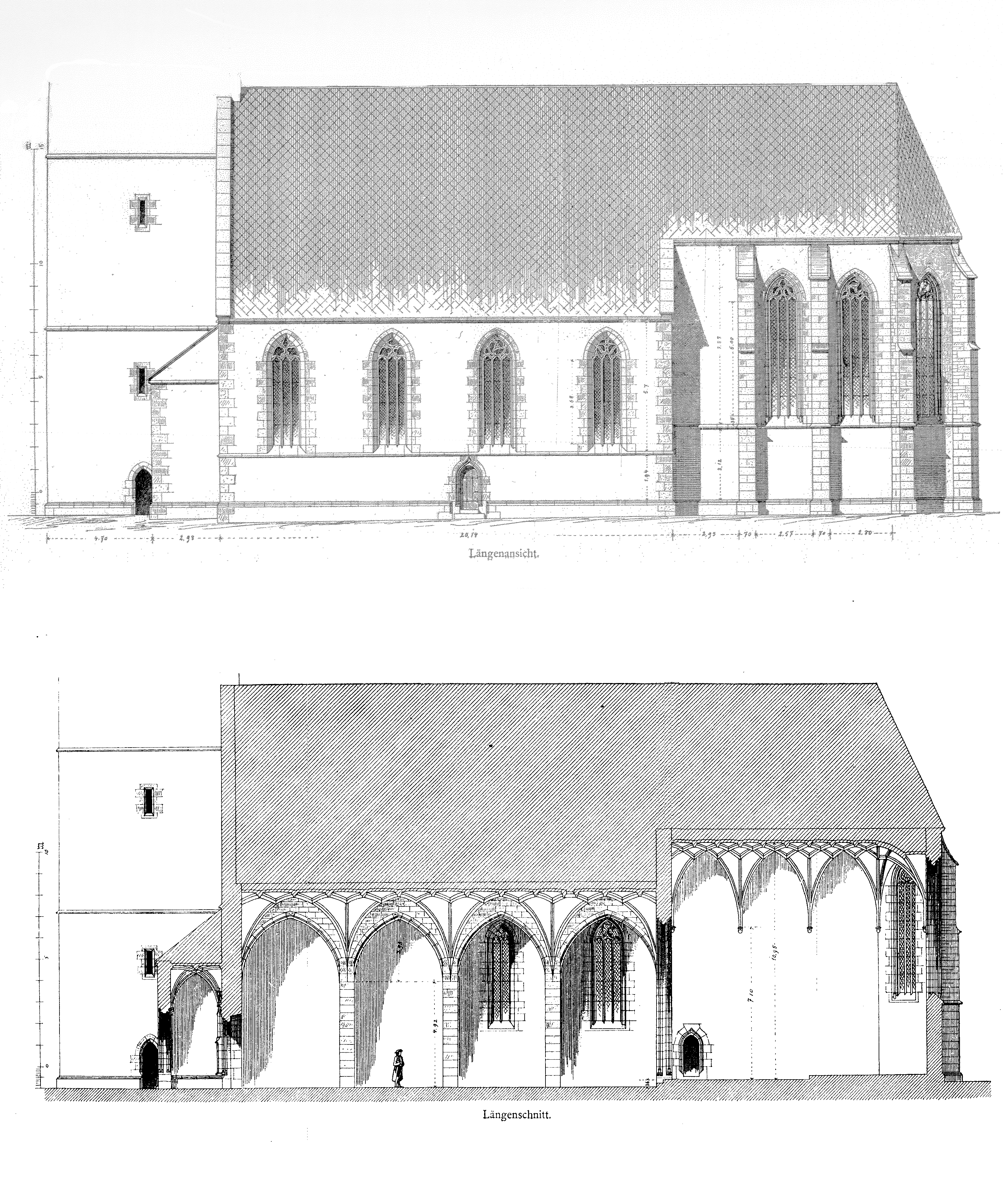
Ansicht der Südseite und Längsschnitt mit Nordseite, Zeichnungen von Eduard Paulus, 1893

Die einschiffige Kirche ist als Wandpfeilerkirche konstruiert. Das bedeutet, dass die statisch als Widerlager des Gewölbes erforderlichen Strebepfeiler als Wandpfeiler ausgeführt sind, die in der Gärtringer Kirche ganz in den Innenraum eingezogen wurden. Das Kirchenschiff wird damit auf beiden Längsseiten von einer Reihe von Einsatzkapellen flankiert, die durch die Wandpfeiler getrennt sind und sich in hohen Arkaden zur Mitte öffnen. Mit der Klosterkirche Blaubeuren und der Stadtkirche Schwaigern gibt es in Württemberg nur noch zwei weitere Kirchen dieses Typs.
Die glatte Außenwand des Langhauses der St.-Veit-Kirche ist durch drei umlaufende Gesimse untergliedert: das Sockel-, das Sohlbank- und das Dachgesims. An der als Schauseite ausgebildeten Südfront befinden sich vier große, dreibahnige, regelmäßig angeordnete Spitzbogenfenster. Das kielbogenförmige Südportal ist etwas östlich der Symmetrieachse des Langhauses platziert, da es sonst auf einen der Strebepfeiler treffen würde. Auf der Nordseite existierten ursprünglich nur zwei Fenster in der ersten und zweiten Einsatzkapelle von Osten, wobei das letzte als einziges Maßwerkfenster des Langhauses nur zweibahnig ist. Die Tür- und Fensterdurchbrüche in der vierten Einsatzkapelle der Nordseite stammen aus späterer Zeit. Die Nordseite ist allerdings durch die hohe Kirchhofmauer weitgehend verdeckt.
Das Kirchenschiff wird von einem gleichförmigen Netzgewölbe überspannt, dessen einfach gekehlte Rippen ohne Konsole der Wand entspringen. Die Höhe des Gewölbes beträgt etwas mehr als 9 Meter, alle auf der Mittelachse liegenden Rippenkreuzungen sind mit verzierten Schlusssteinen versehen. Die knapp einen Meter niedrigeren Netzgewölbe der acht Einsatzkapellen weisen dieselbe Struktur mit je einem zentralen Schlussstein auf.

### Chor

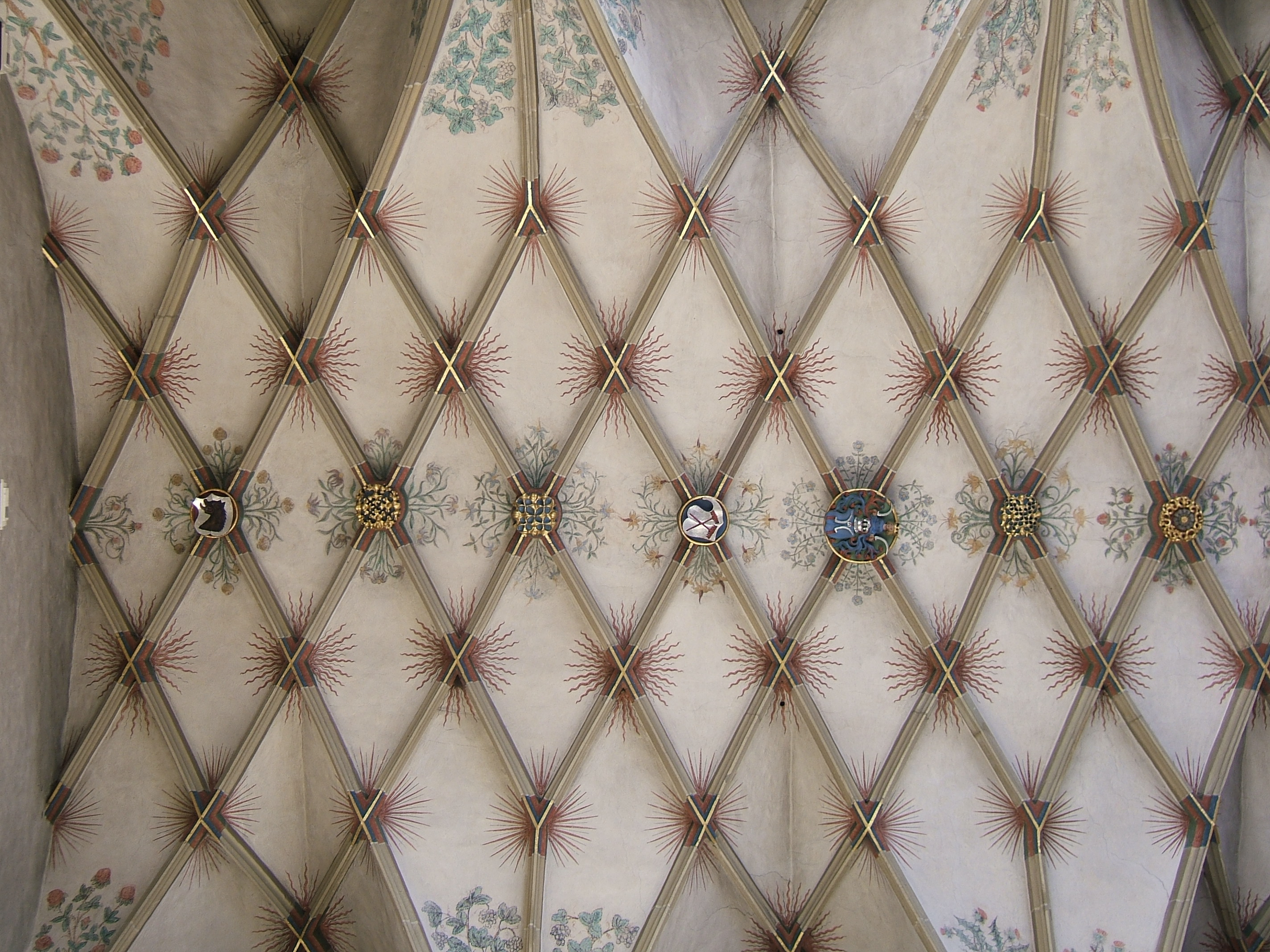
Blick ins Chorgewölbe

Der Chor ist gegenüber dem Langhaus durch seine Höhe und reiche Verzierung hervorgehoben. Die Höhe des Chorgewölbes übertrifft mit knapp elf Metern die des Langhauses um etwa zwei Meter. Das wesentlich höher liegende Dachgesims und die weit hochgezogenen Fenster machen diesen Unterschied bereits außen erkennbar. Durch fünf Maßwerkfenster, drei im östlichen Chorschluss und zwei in der Südwand, fällt Licht in den geräumigen Chor. Das mittlere der östlichen Fenster, das Achsenfenster, ist vierbahnig, alle anderen dreibahnig. Ohne ersichtlichen Grund erhielt der dem Langhaus am nächsten liegende Abschnitt der Südwand kein Fenster. Dagegen hat die Nordwand wegen der angrenzenden Sakristei und des ursprünglich vorhandenen Sakramentshäuschens keine Fenster. Die Fenstergewände des Chores sind innen und außen reich profiliert. Eine Steigerung gegenüber dem Langhaus bildet auch das engmaschigere Gewölbe, bei dem die Schlusssteine näher zusammenrücken. Zudem sind die Gabelrippen doppelt gekehlt und ruhen auf Kopfkonsolen und einer Laubkonsole.

### Sakristei
Die Sakristei ist gegenüber der Erbauungszeit stark verändert, original sind nur noch die profilierte Kielbogentüre zum Chor und das Netzgewölbe mit den drei Schlusssteinen. Eine Tür in der Westwand der Sakristei führt ins Freie, in den Schlussstein des Spitzbogens ist die Jahreszahl 1766 eingemeißelt. Eine weitere Tür, die 1774 als Zugang zur Kanzel in die Wand der sich anschließenden Einsatzkapelle des Langhauses gebrochen worden war, wurde 1965 wieder zugemauert. Licht fällt in die Sakristei durch zwei hoch liegende, kleine Rundfenster in der Nordwand und ein Rechteckfenster in der Ostwand. Das Chordach ist bis zur Höhe der Traufe des anschließenden Langhausdaches über die Sakristei herabgezogen. Getrennt durch ein hölzernes Gesims auf Höhe des Dachgesimses des Langhauses setzt sich das Dach zur Überdeckung der restlichen Teils der Sakristei fort.

## Verzierungen und Ausstattung

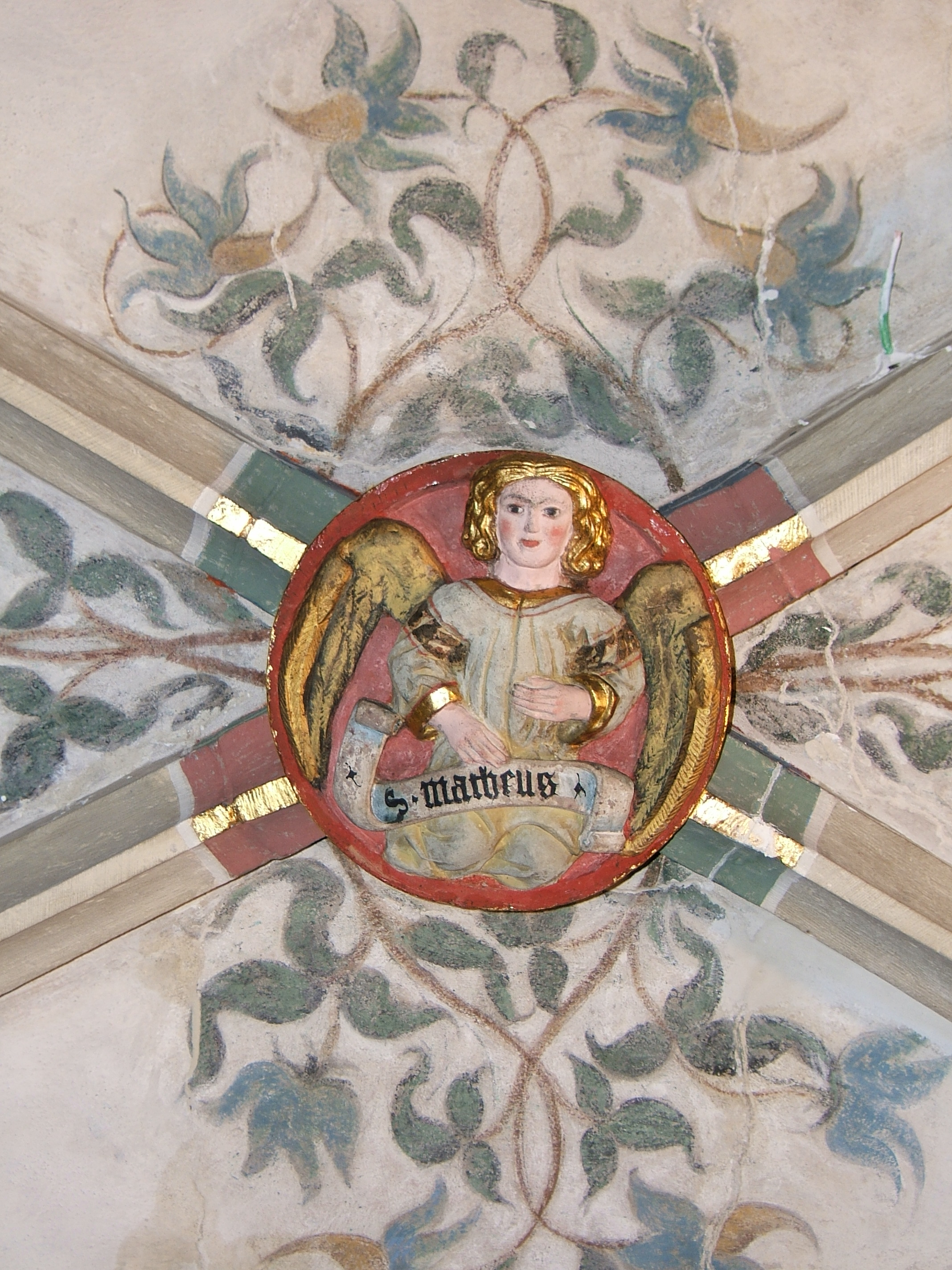
Schlussstein im Langhaus mit Symbol des Evangelisten Matthäus

### Schlusssteine
Obwohl Drei- und Vierpässe als Umrissform bei den Schlusssteinen um 1500 vorherrschten, kommen in der Gärtringer Kirche ausschließlich runde Formen vor. Im Chorgewölbe sind neun Schlusssteine eingefügt, im Gewölbe des Langhauses sind es zwölf, zudem je einer im Gewölbe der acht Einsatzkapellen, hinzu kommen noch der Schlussstein der Vorhalle und die drei Schlusssteine der Sakristei. Die meisten Stücke lassen sich in drei Gruppen einteilen:
1. mit vegetabilem Schmuck (Blattwerk oder Blütenrosetten)
2. mit Wappenschilden oder Vollwappen (leere Schilde, Adelswappen oder Meisterschilde)
3. mit Figuren (Heilige, Evangelistensymbole)

Ein Stein ist mit den Arma Christi versehen. Die mit Pflanzenornamenten gestalteten Steine besitzen meist keine Rahmung, die übrigen haben einen schmalen wulst- oder bandförmigen Rand, der aber meist von den Darstellungen überschnitten wird – besonders deutlich beim Madonnenschlussstein des Langhauses, bei dem der Kopf der Mutter Gottes deutlich über das Rund des Grundes hinausragt.
Einige der Schlusssteine mit floraler Ornamentik weisen starke Ähnlichkeiten zu denen der Herrenberger Stiftskirche auf. Besonders die mit gitterförmigem knolligem Laubwerk verzierten Schlusssteine beider Kirchen können nur vom selben Steinmetzen angefertigt worden sein. Sehr ähnliche Steine befinden sich auch im Kreuzgang des Klosters Bebenhausen.

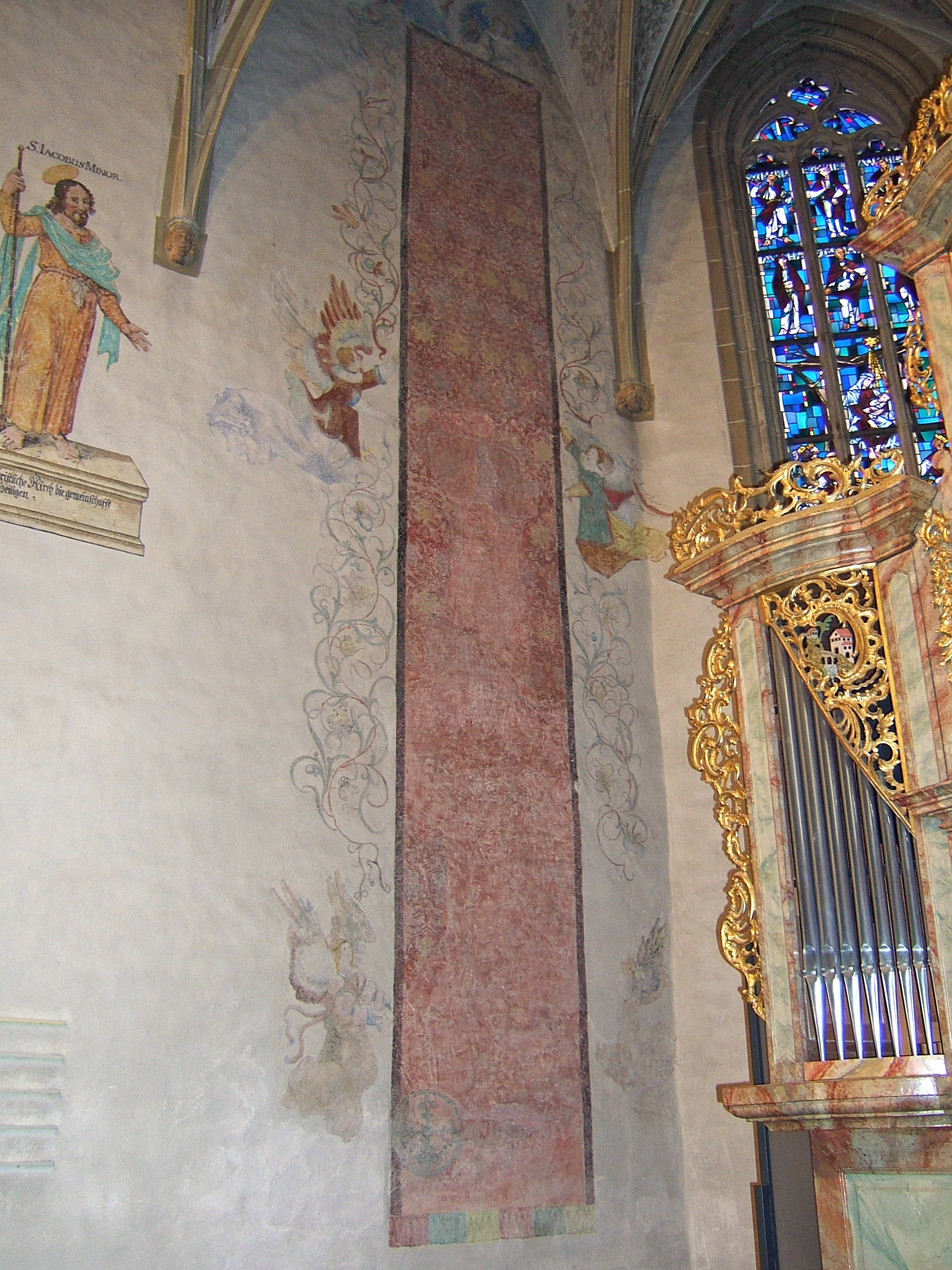
Wandteppich an der Chornordwand, um 1515

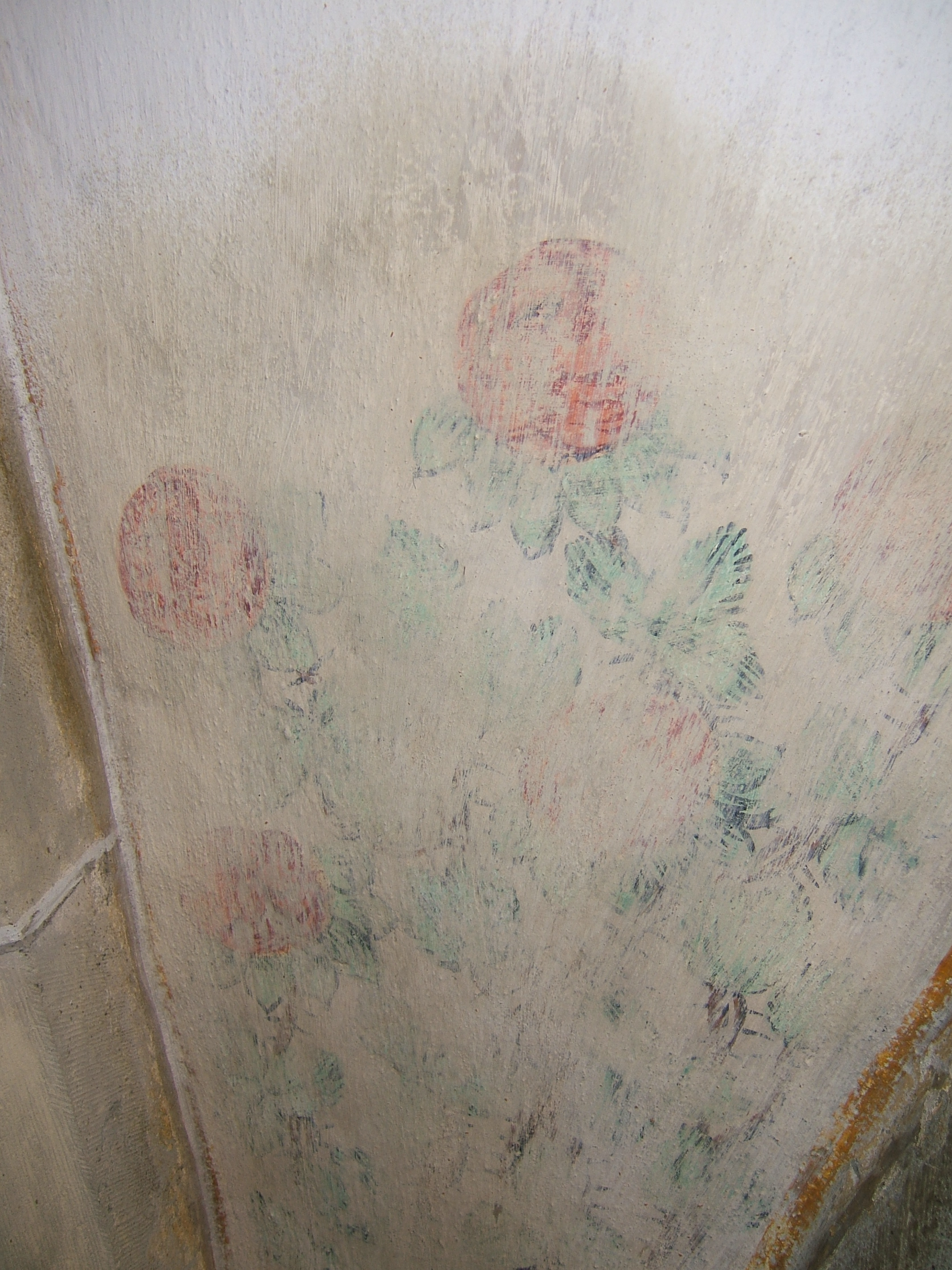
Pflanzenmalereien im Langhausgewölbe von 1500

### Wand- und Gewölbemalereien
Die Malereien in der Gärtringer Kirche stammen vorwiegend aus dem 16. und 17. Jahrhundert. Alle spätmittelalterlichen Wandbilder wurden erst im 20. Jahrhundert wieder freigelegt. Bei den Restaurierungen 1913 und 1965 wurden die schwach erkennbaren Teile neu gemalt, was den Charakter der Bilder teilweise verfälscht hat.
Zu den ältesten Wandmalereien zählt der gemalte rote Wandteppich an der Chornordwand, der 1965 freigelegt wurde und stilistisch in die Zeit um 1515 eingeordnet werden kann. Es handelt sich um ein schmales, hohes, bis zum Gewölbe reichendes Brokatmuster, das von sechs paarweise angeordneten schwebenden Engeln umrahmt ist, die den Teppich halten. Vermutlich bildete er den Hintergrund eines turmförmigen, vor der Wand stehenden Sakramentshäuschens. Ein weiterer, ungefähr aus gleicher Zeit stammender gemalter Wandteppich befindet sich an der nördlichen Chorbogenwand des Langhauses am Aufgang zur Kanzel. Er wurde ebenfalls 1965 freigelegt. Vermutlich diente er als Hintergrund eines Seitenaltars.
Die Pflanzenmalereien an den Gewölben stammen aus verschiedenen Zeiten. Die kräftigen dekorativen Malereien um die Schlusssteine des Langhauses und der Einsatzkapellen entstanden unmittelbar nach der Einwölbung um 1500. In den Zwickelfeldern des Langhauses wurden 1965 sehr fein ausgeführte Blumenmalereien mit Wurzeln freigelegt, die sehr natürlich wirken. Die Zahl 1573 in einem der Zwickel dokumentiert vermutlich das Entstehungsjahr dieser Malereien. Die im Chorgewölbe freigelegten etwas groben Malereien sind dagegen jüngeren Datums. Der Tübinger Gipser Friedrich Tödlein fertigte sie erst 1748 an.

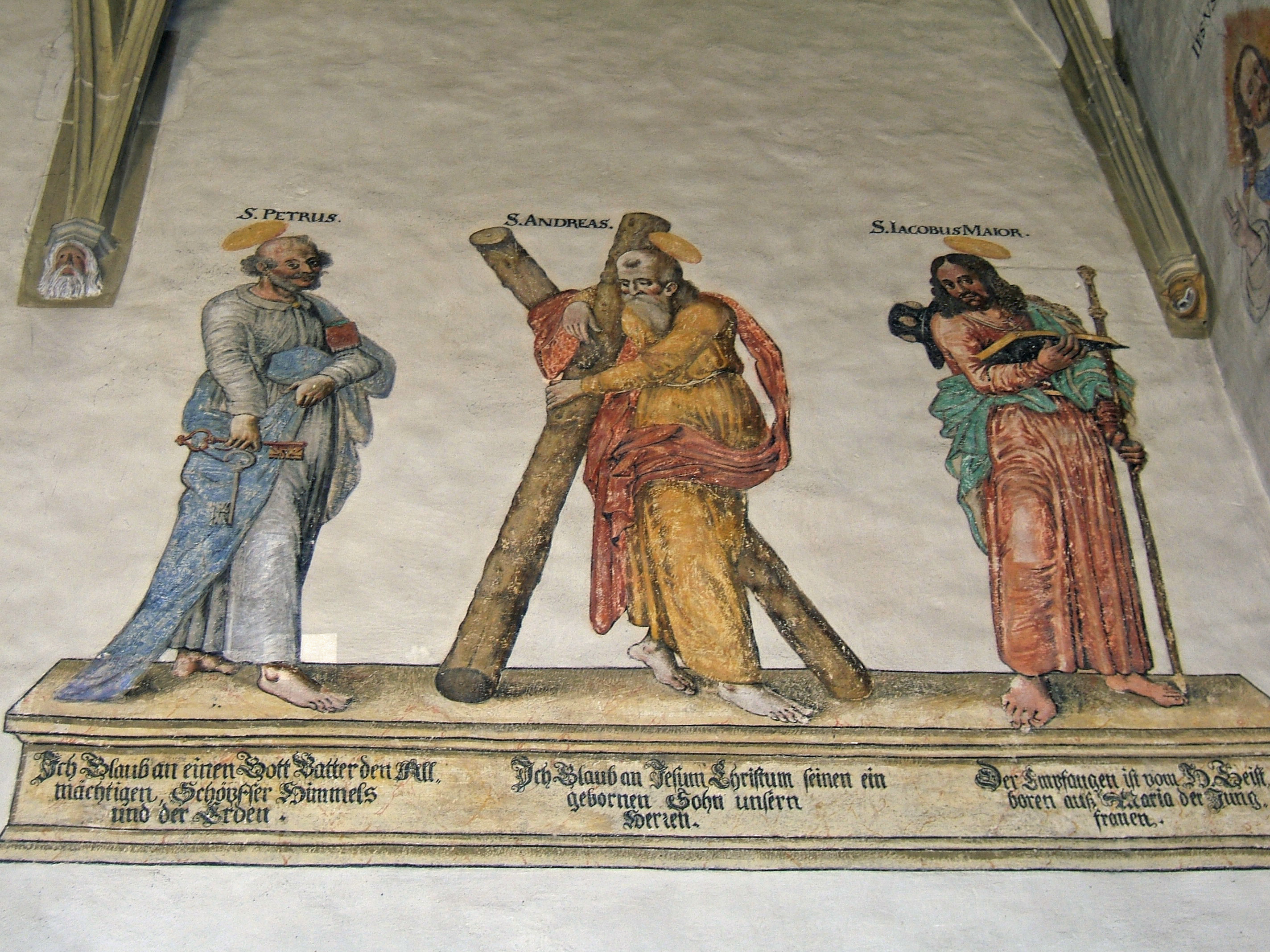
Apostel-Credo-Zyklus an der Chorsüdwand

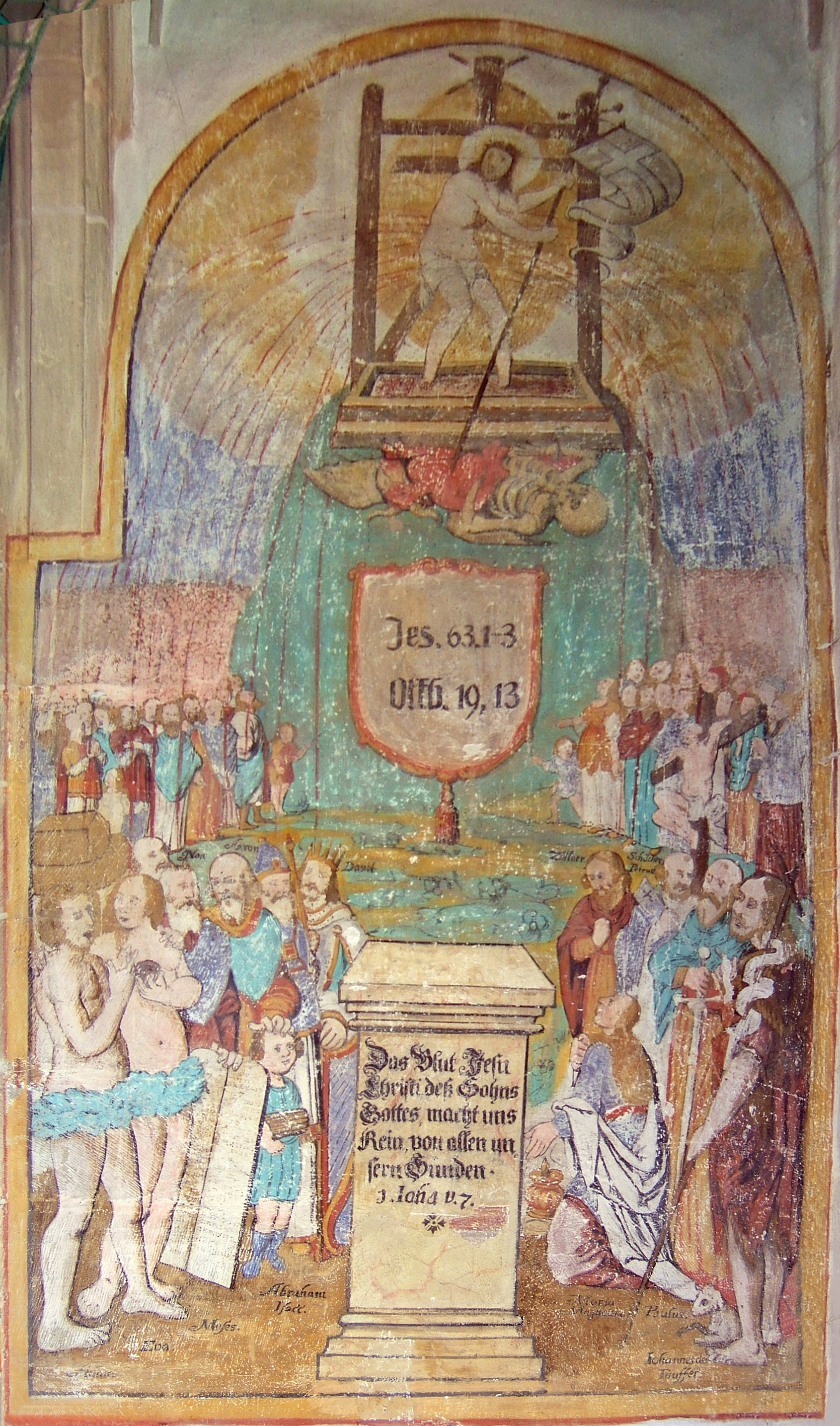
Christus als Keltertreter

Im Gegensatz zu den spätmittelalterlichen Malereien waren die Wandbilder aus dem 17. Jahrhundert nicht übermalt. Allerdings sind diese mehrmals aufgefrischt worden, da sie nicht als Fresken, sondern in Mischtechnik auf Kalkschlämme gemalt wurden und deshalb weniger dauerhaft sind.
Im Chor befindet sich ein um 1660 angebrachter Apostel-Credo-Zyklus, der an der Südwand mit drei Aposteln beginnt und sich an der Nordwand mit sechs weiteren fortsetzt. Die letzten drei Apostel an der Nordwand wurden zugunsten des spätmittelalterlichen Sakramentshausteppichs, über den sie gemalt waren, abgewaschen. Die Reihenfolge der Apostel und damit die Zuordnung der zwölf Artikel des Apostolischen Glaubensbekenntnisses entspricht der üblichen Praxis, Apostel und Credoartikel weitgehend willkürlich miteinander zu kombinieren. Zwischen den beiden Fenstern der Chorsüdwand befindet sich Apostel Paulus, etwas isoliert von diesem Zyklus. Der ihm an Stelle eines Credoartikels beigegebene Text beginnt mit einem Zitat aus den Paulusbriefen (2 Kor 11,5 ), das seine ambivalente Zugehörigkeit zu den anderen Aposteln unterstreicht. Ergänzt werden die Apostelbilder an den Wänden des Chores durch je ein Bild von Christus und Johannes dem Täufer, der sich in der Nordwestecke des Chores in unmittelbarer Nachbarschaft zu seinem zum Zyklus gehörenden Namensvetter befindet, dem Apostel Johannes. In den Ecken des Chorpolygons befanden sich ursprünglich vermutlich drei Darstellungen von Erzengeln, von denen nur noch Rafael erhalten ist.

Vier ebenfalls um 1660 entstandene Bilder im Langhaus sind der verbliebene Rest einer umfangreichen Reihe biblischer Gestalten. In der zweiten nördlichen Einsatzkapelle sind Mose und Josua zu sehen, in den südlichen Einsatzkapellen befinden sich Simeon und Daniel. Durch alte Fotografien dokumentiert sind weitere Wandgemälde, darunter die vier Evangelisten mit ihren Attributen. In der zweiten südlichen Einsatzkapelle des Langhauses befindet sich ein aus dem 17. Jahrhundert stammendes Gemälde, das 1665 von Ulrich Oberanns gestiftet wurde. Es stellt Christus als Keltertreter dar und beruht auf dem Titelblatt der 1641 zum ersten Mal gedruckten Kurfürstenbibel.

### Glasmalereien

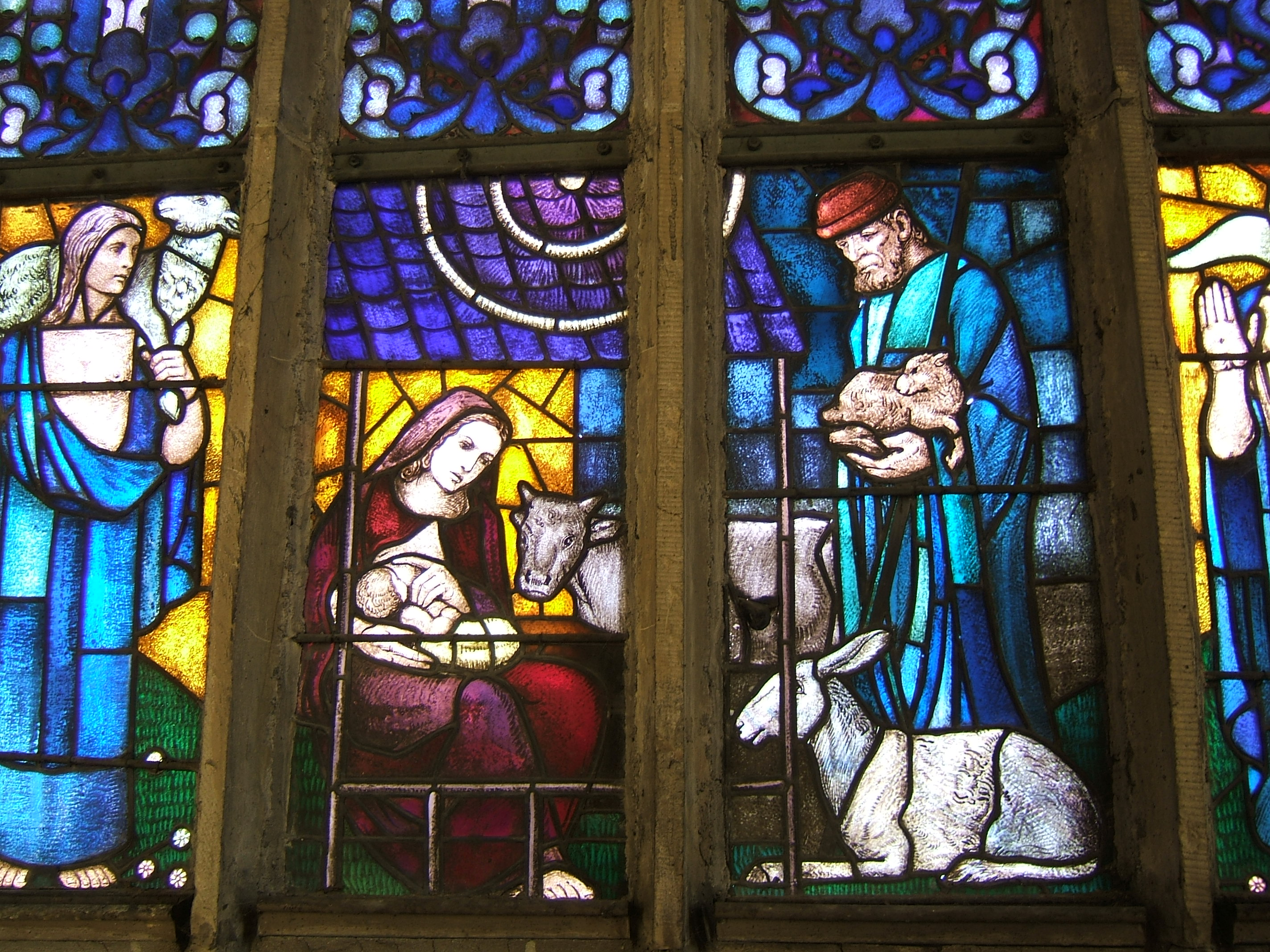
Jugendstil-Glasmalereien im Achsenfenster des Chores, die mittleren Scheiben thematisieren die Geburt Christi

Die Glasgemälde von 1913 und 1965 stammen aus der Glasmalerwerkstatt Valentin Saile in Stuttgart. Die acht Jugendstilscheiben von 1913, entworfen von Kunstmaler Eduard Pfennig (1878–1952, Bruder des Architekten Oscar Pfennig) waren ursprünglich auf die drei Schlussfenster der Chores verteilt. Sie sind heute in den unteren beiden Zeilen des Achsenfensters zusammengefasst und von der Orgel verdeckt. Zwei Scheiben in der unteren Zeile thematisieren die Geburt Christi, eine zeigt Christus als Guten Hirten, eine den Auferstandenen. Die Zeile darüber enthält vier ornamental gestaltete Scheiben. 1965 erhielten die drei Chorpolygonfenster, das mittlere oberhalb der Jugendstilscheiben, eine neue Verglasung, bei der die Glasmalereien das ganze Fenster ausfüllen. Sie wurden geschaffen von Adolf Valentin Saile und stellen folgende biblische Szenen dar: (links von oben) sechs Propheten, Anbetung der Könige und Hirten, Sündenfall; (Mitte von oben) himmlisches Jerusalem, Lamm, Strom lebendigen Wassers, Engel geleiten die erlösten Völker zum himmlischen Jerusalem – darunter die Jugendstilscheiben; (rechts von oben) Frauen am leeren Grab, guter Hirte, Pfingsten, Märtyrer Stephanus und Apostel Paulus.

### Altar mit Altarkreuz
Der steinerne Altarblock wurde 1913 erneuert und 1965 grundlegend verändert. Das barocke hölzerne Altargitter von 1702 war 1913 durch ein neues ersetzt worden, das 1965 wieder beseitigt wurde. Das Altarkruzifix hat eine Höhe von 1,16 Metern und stammt aus dem Jahr 1665. Der Gekreuzigte ist mit überlangem, schlankem, aber dennoch muskulösem Körper dargestellt. Das Kruzifix wurde 1923 und 1965 restauriert. Am Kreuzstamm ist eine Tafel zu Ehren des Stifters Ulrich Oberanns angebracht, der als „Bereiter“ – eine Stellung zwischen Stallmeister und Stallpersonal – wohl auch als Reitlehrer der adeligen Studenten des Collegium illustre tätig war.

### Kanzel
Ursprünglich befand sich seit dem Ende des 16. Jahrhunderts die Kanzel samt Stein-Schneckenstiege am mittleren nördlichen Wandpfeiler des Langhauses. Da Kirchen im Mittelalter nur selten mit Laiengestühl ausgestattet waren, konnten die Gottesdienstbesucher den Prediger an diesem zentralen Platz der Querkirche gut sehen und verstehen. Nach Einbau eines festen Gestühls wurde 1774 diese Steinkanzel einen Pfeiler weiter in Richtung des Chores versetzt, da sonst der Prediger seinen Platz im Rücken der vorderen Zuhörerreihen gehabt hätte. Eine Türe in der Ostwand der ersten Nordkapelle machte die Kanzel von der Sakristei aus zugänglich. 1913 wurde die vorherige Steinkanzel durch eine Holzkanzel mit Schalldeckel in Form einer Volutenpyramide ersetzt, die bei der Renovierung 1965 an den heutigen Standort an der Nordseite des Chorbogens versetzt wurde. Sie erhielt dabei ein einfacheres Fußgesims; Stütze und Schalldeckel wurden entfernt. Die neue geradlinige Treppe besitzt ein schmuckloses Eisengeländer.

### Sonstige Ausstattung
Auf der Südseite des Chores ist eine Sediliennische in die Wand eingebaut. Die Nische hat einen rundbogigen, profilierten Abschluss. Die steinerne Sitzbank wurde später durchbrochen, um in die Nische einen Grabstein zu setzen, der sich dort allerdings nicht mehr befindet.
Vom kelchförmigen, achteckigen Taufstein des 15. Jahrhunderts blieb nur die Kuppa erhalten. Der ursprüngliche Sockel war wie die Kuppa stark profiliert und der Schaft von Rundstäbchen auf zylindrischen Sockelchen umgeben.
Die Kirche verfügte ursprünglich über eine Westempore und ab 1699 auch über eine Chorempore. Beide Emporen wurden mehrfach erneuert, bevor 1913 die Chorempore beseitigt wurde und 1965 die Westempore einer Neukonstruktion weichen musste. Das gegenwärtige Gemeindegestühl stammt von 1913, der einzige Schmuck sind die Wangenaufsätze, die abwechselnd aus einer Rosette und einem liegenden Zylinder mit eingeschnittenem Rautenornament bestehen.

## Grabmäler

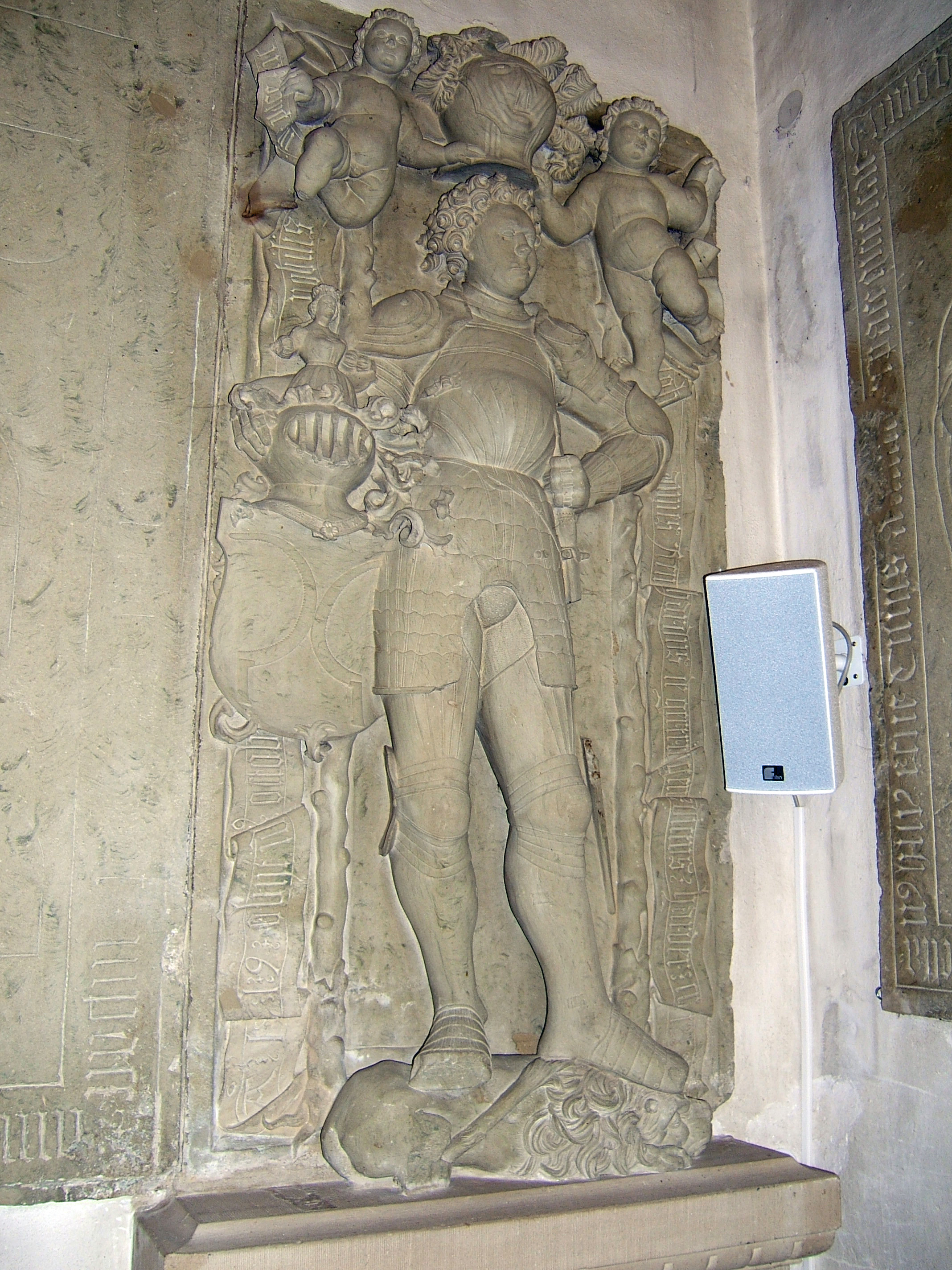
Grabdenkmal des Johann Renhard von Gärtringen, genannt Harder

Vor allem im Chor sind eine Reihe von Grabdenkmälern und Grabplatten aus dem 15. und 16. Jahrhundert aufgestellt. Sie erinnern an Geistliche und Angehörige des Ortsadels, die damals in der Kirche beigesetzt wurden. Hervorzuheben ist das handwerklich hervorragend gefertigte und abgesehen von einigen unwesentlichen Fehlstellen gut erhaltene Grabdenkmal des 1519 verstorbenen Johann Renhard von Gärtringen, genannt Harder. Es zeigt einen Ritter in voller Rüstung, der auf einem liegenden Löwen steht. Über dem Ritter schweben zwei Putten, die ihm einen Visierhelm über das Haupt halten. Im Vergleich mit zeitgleichen Grabdenkmälern weist dieses einige Eigentümlichkeiten auf, beispielsweise ist das Motiv der schwebenden Putten mit Helm ikonografisch ungewöhnlich. Die Identität des Bildhauers ist unbekannt.
Eine weitere auffällige Grabplatte ist die des 1559 verstorbenen Hans von Gärtringen, genannt Harder. Er war der letzte Angehörige der Familie Harder, deshalb wurde sein Wappen zum Zeichen des Aussterbens des Geschlechts gestürzt, das heißt auf dem Kopf stehend angebracht. Die Grabplatte wurde 1913 aufgerichtet und an der Nordwand des Chores aufgestellt, allerdings wohl wegen des gestürzten Wappens umgekehrt, so dass die Schrift auf dem Kopf steht.

## Epitaphe

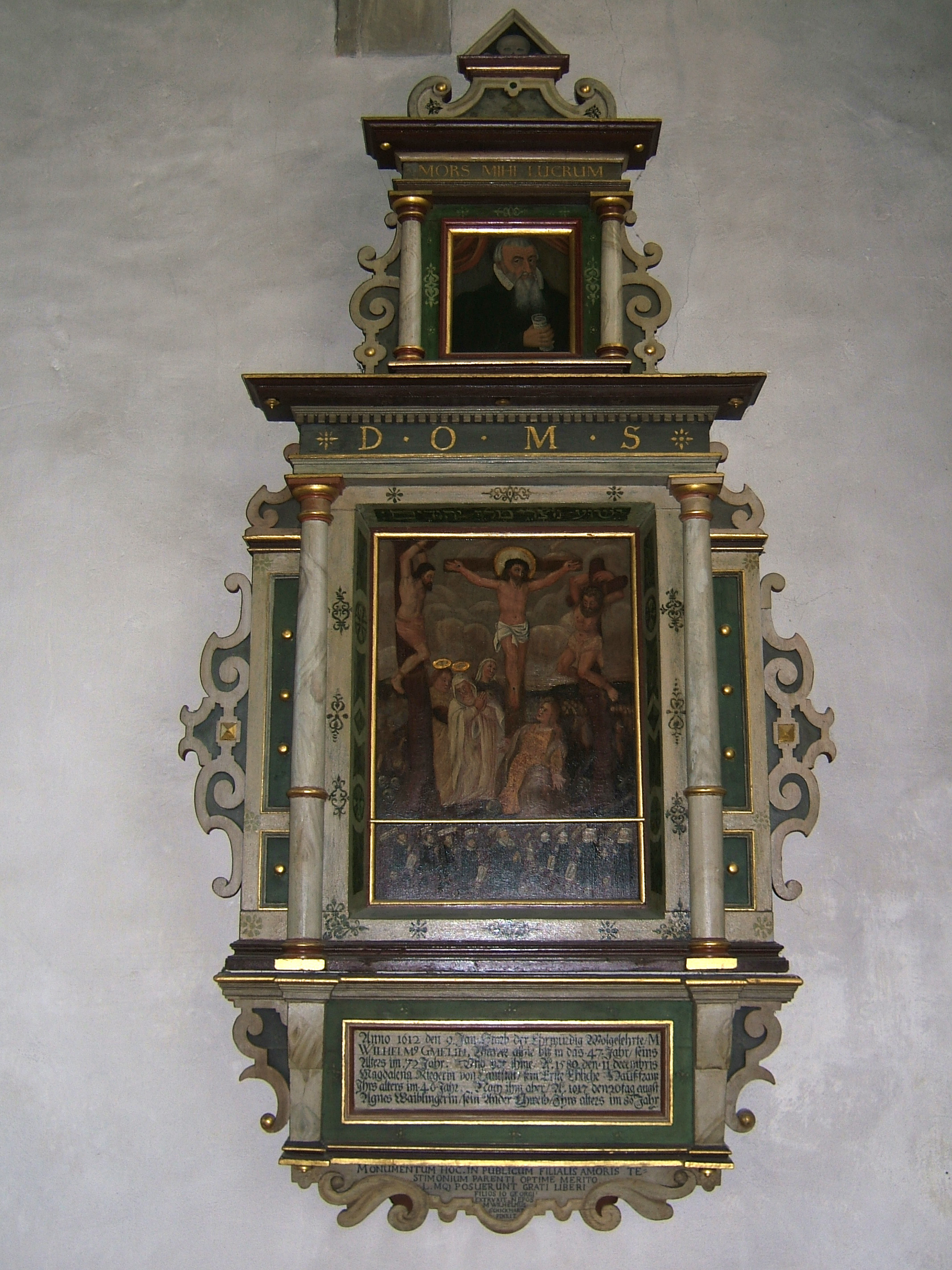
Epitaph für Magister Wilhelm Gmelin

Neben weiteren Grabplatten und Totenschilden an und in der Kirche befinden sich noch zwei hölzerne Epitaphe im Langhaus. Das eine ist Ulrich Oberanns gewidmet, der unter anderem das Altarkreuz stiftete, das andere dem langjährigen Gärtringer Pfarrer Wilhelm Gmelin, der 1612 verstorben ist. Dieses befindet sich heute neben dem südlichen Chorbogen. Es hat einen dreiteiligen Aufbau und ist von Renaissanceornamenten umsäumt. Das mittlere Feld enthält als Hauptgemälde eine Kreuzigungsgruppe, darunter befindet sich ein querformatiges Bild der Familie des Pfarrers. Angefertigt wurde das Epitaph von Wilhelms Sohn Johann Georg. Als das von ihm gezimmerte Epitaph bemalt wurde, war er bereits verstorben, denn ihm selbst wurde im Familienbild ein Totenschädel zugeordnet. Bemalt wurde das Epitaph von Wilhelms Enkel, dem Magister Wilhelm Schickard, der, vielseitig begabt, auch als Konstrukteur der ersten funktionierenden mechanischen Rechenmaschine gilt.

## Orgel

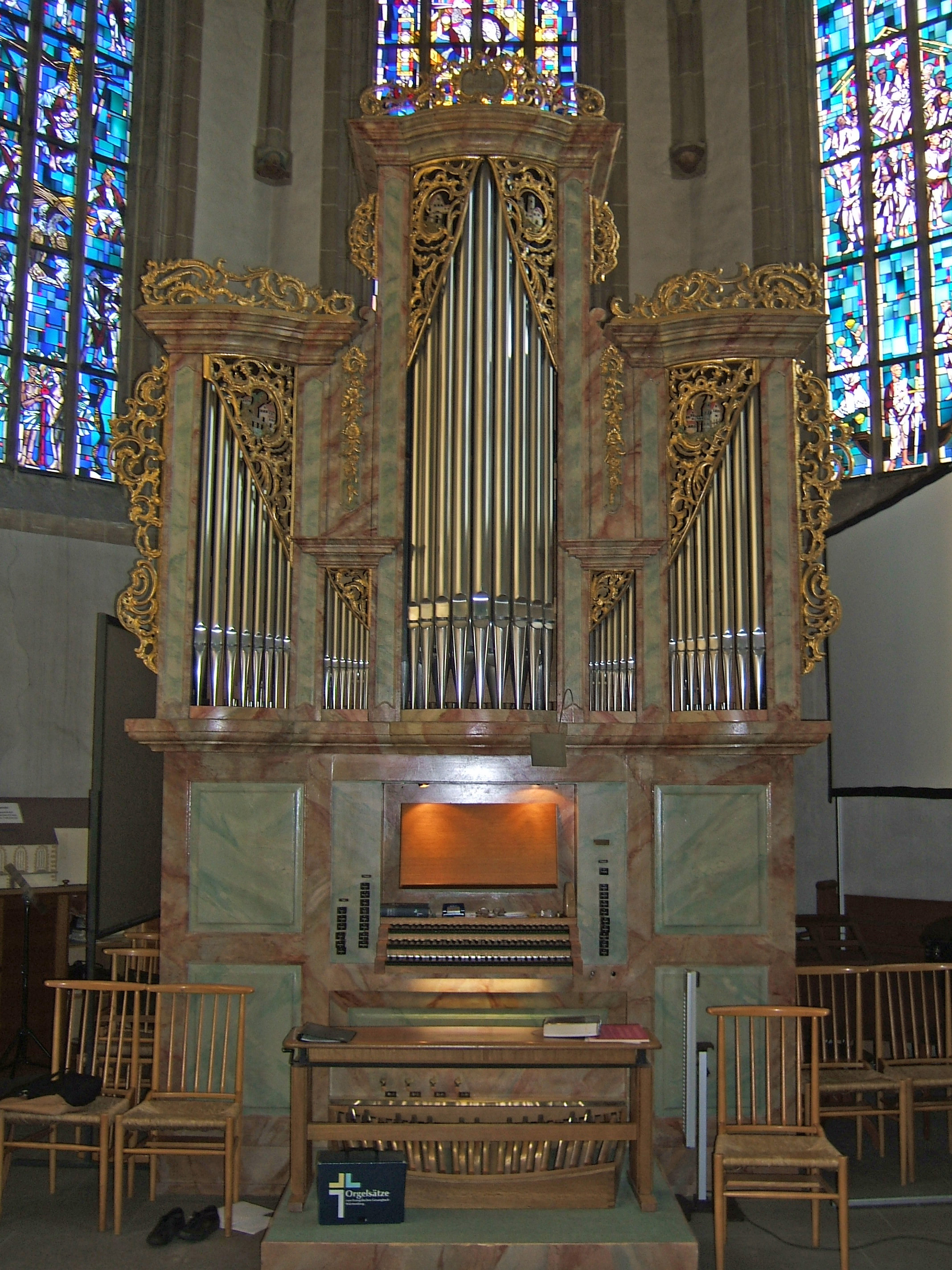
Orgel von 1989 mit Prospekt von 1762

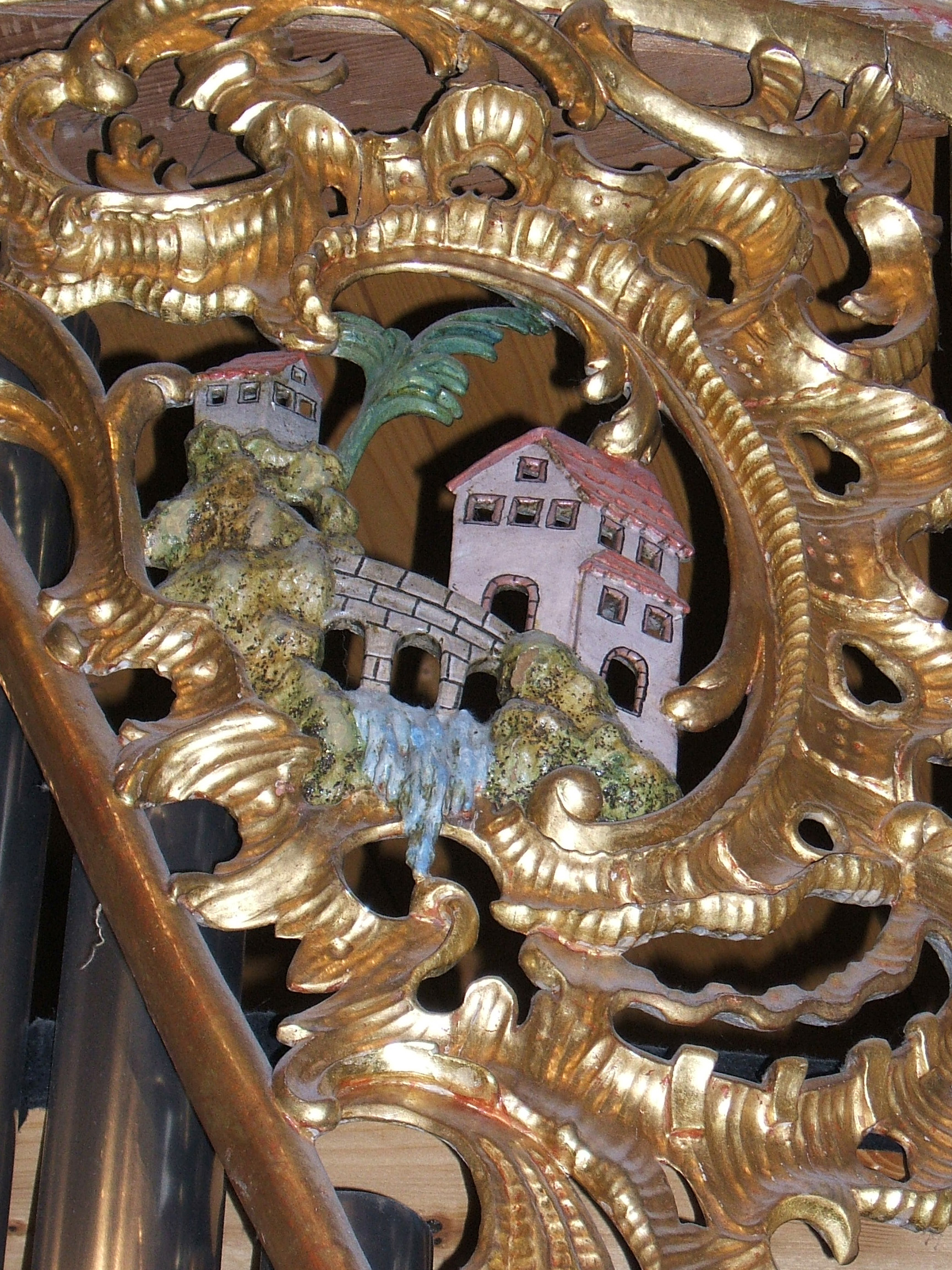
Landschaftsdarstellungen in den Rocailleornamenten des Orgelprospekts

Im Jahr 1699 erhielt die St.-Veit-Kirche ihre erste Orgel. Sie war vom Herrenberger Orgelmacher Eberhard Vischer hergestellt worden und verfügte über sechs Register. Im Jahre 1760 bekam Johann Sigmund Haußdörffer den Auftrag, das Instrument um fünf Register zu erweitern. Es ist nicht bekannt, ob und inwieweit er dabei den bisherigen Registerbestand verändert oder ersetzt hat. Die neue Orgel stand wie ihre Vorgängerin auf der damaligen Chorempore. Das einmanualige Instrument hatte noch kein Pedal; es entsprach dem spätbarocken Klangideal und hatte mit einem 16′- und vier 8′-Registern ein solides Klangfundament.
Im Rahmen der Renovierung der Kirche im Jahre 1913 wurde die Orgel von dem Orgelbauer Friedrich Weigle (Echterdingen) überarbeitet und nun zentral vor dem Achsenfenster des Chorpolygons aufgestellt. Das Instrument erhielt nun eine spätromantische Disposition und hatte 14 Register auf zwei Manualen und Pedal; mittels Transmissionen wurde die Klangvielfalt kostengünstig erweitert. Die Orgel verfügte über pneumatische Membranladen und eine Selbstspieleinrichtung Organisation, die im Volksmund bald „Organola“ genannt wurde; Weigle beschrieb sie als „gesetzlich geschützt“ und „direkt in den Spieltisch eingebaut, samt Temporegulierung, Vor- und Rücklauf, Windeinlass und Windauslass, absolut exact arbeitend“.
In den 1980er Jahren wurde der Orgel von Sachverständigen zwar eine handwerklich gute Qualität attestiert; allerdings wurde sie als für die Kirche zu klein bzw. für die liturgischen Anforderungen als nicht genügend und musikalisch als nicht erhaltenswürdig eingestuft. Außerdem war die pneumatische Traktur inzwischen ungleichmäßig und störungsanfällig geworden. 1986 schrieb man den Bau einer neuen Orgel aus, die sich klanglich an der Entstehungszeit des Gebäudes orientieren sollte. Den Zuschlag erhielt die Orgelbaufirma Rensch aus Lauffen am Neckar; sie hatte ein zweimanualiges Instrument mit mechanischen Trakturen angeboten, klanglich orientiert am süddeutschen Orgeltyp, ergänzt um kräftige Zungenstimmen. 1987 entschloss man sich dazu, das Pedalwerk zu erweitern und über ein zusätzliches drittes Manual spielbar zu machen. Das alte Gehäuse der Haußdörffer-Orgel von 1762 wurde beibehalten und restauriert, die neuen Gehäuseteile wurden in einem dazu passenden Stil angefertigt. Die Kosten beliefen sich auf 330.000 DM. Am 2. April 1989, dem Quasimodogeniti-Sonntag, wurde das Instrument eingeweiht.
Im Zuge der Kirchenrenovierung im Jahr 2009 wurden im Hauptwerk zwei Register ergänzt. Außerdem erhielt die Orgel ein neues Großpedalwerk, so dass das Basswerk – bisher zugleich das Pedal – nun ausschließlich zum Manualwerk wurde. Seit 2009 hat das Schleifladen-Instrument 32 Register auf drei Manualwerken und Pedal. Die Trakturen sind mechanisch, die Registertraktur ist zusätzlich elektrisch und an eine Setzeranlage angebunden. Die Temperierung ist ungleichschwebend nach Kirnberger II. Die Orgel hat folgende Disposition (zu den einzelnen Registerbezeichnungen siehe die Liste von Orgelregistern):
| I Hauptwerk C–g3 |              |       |
| 1.               | Prinzipal    | 8′    |
| 2.               | Großgedeckt  | 8′    |
| 3.               | Flöte        | 8′    |
| 4.               | Bifara       | 8′    |
| 5.               | Octave       | 4′    |
| 6.               | Kleingedeckt | 4′    |
| 7.               | Quinte       | 2 ⁄3′ |
| 8.               | Octave       | 2′    |
| 9.               | Mixtur IV    | 1 ⁄3′ |
| 10.              | Trompete     | 8′    |

| II Positiv C–g3 |                |       |
| 11.             | Gedeckt        | 8′    |
| 12.             | Quintade       | 8′    |
| 13.             | Prinzipal      | 4′    |
| 14.             | Rohrflöte      | 4′    |
| 15.             | Sesquialter II | 2 ⁄3′ |
| 16.             | Doublette      | 2′    |
| 17.             | Larigot        | 1 ⁄3′ |
| 18.             | Scharf IV      | 1′    |
| 19.             | Cromorne       | 8′    |
|                 | Tremulant      |       |

| III Basswerk C–g3 |            |     |
| 20.               | Bourdon    | 16′ |
| 21.               | Octav      | 8′  |
| 22.               | Spitzflöte | 8′  |
| 23.               | Choral     | 4′  |
| 24.               | Hohlflöte  | 2′  |
| 25.               | Fagott     | 16′ |

| Großpedal C–f1 |            |     |
| 26.            | Untersatz  | 32′ |
| 27.            | Kontrabass | 16′ |
| 28.            | Subbass    | 16′ |
| 29.            | Violon     | 8′  |
| 30.            | Gedeckbass | 8′  |
| 31.            | Posaune    | 8′  |
| 32.            | Trompete   | 4′  |

- Koppeln: II/I, III/I, I/P, II/P, III/P

## Glocken

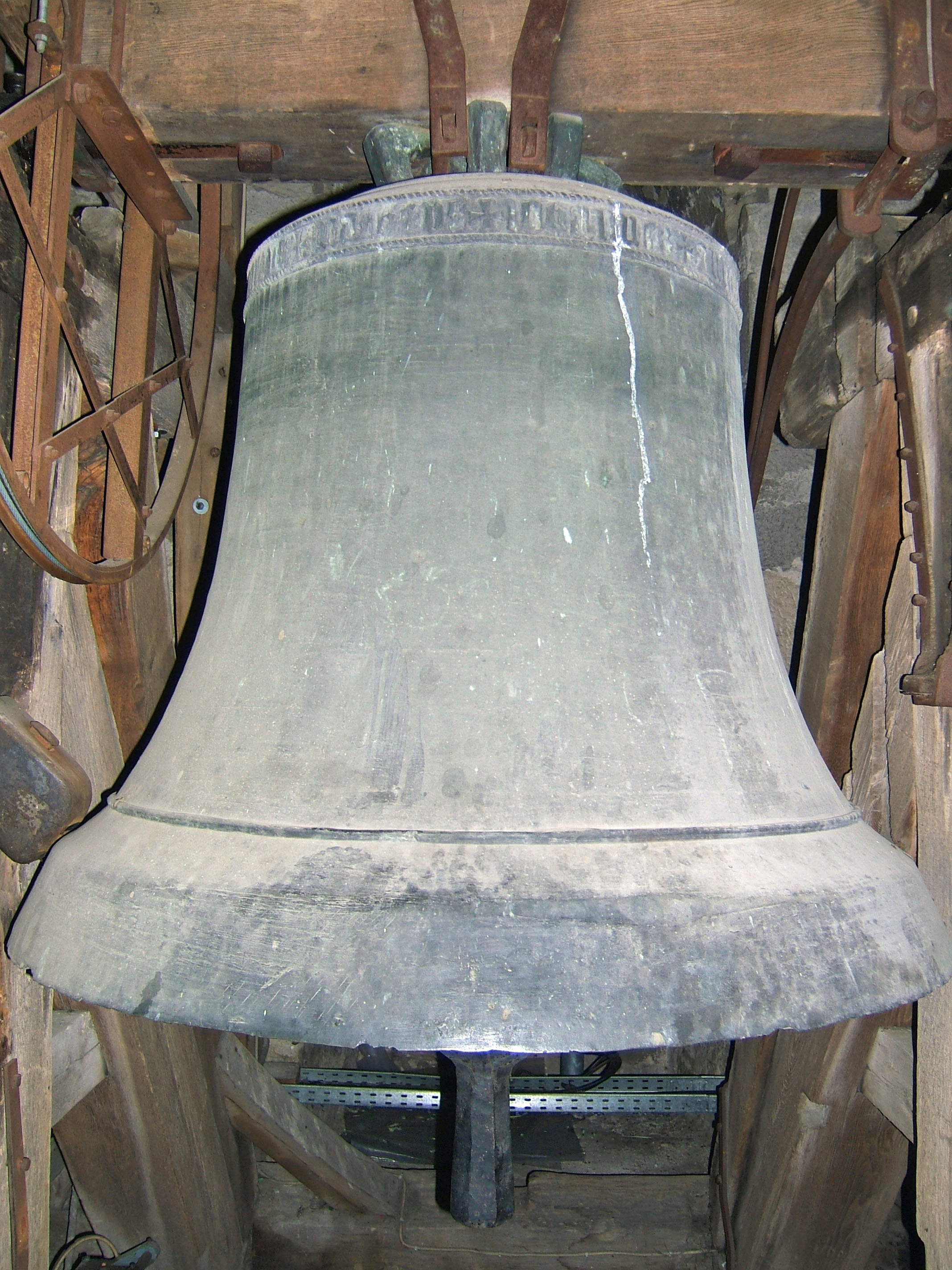
Große Glocke von 1456

Es ist anzunehmen, dass die Kirche im Jahr 1527 einen neuen Glockenstuhl erhielt, jedenfalls ist diese Jahreszahl auf einer der Streben eingeschnitten und der Aufbau des Stuhls entspricht spätgotischem Stil. Eine weitere Glocke machte vermutlich den Stuhlneubau erforderlich, sicher ist, dass der Stuhl damals drei Glocken trug. Die große, noch vorhandene Glocke Dominica von 1456 kann der Reutlinger Gießhütte von Hans Eger zugerechnet werden, vor allem deshalb, weil in der Herrenberger Stiftskirche mit der Mittagsglocke eine von Eger gegossene, nur wenig jüngere Glocke hängt, die fast eine Kopie der Dominica ist.
1527 befand sich auf dem Turm noch eine kleine c2-Glocke, die keinerlei Inschrift und Zier hatte, was auf ein hohes Alter schließen lässt; sie dürfte wohl im 13. oder 14. Jahrhundert gegossen worden sein. Im Januar 1901 zersprang diese Glocke und da zu dieser Zeit ein Schweißen nicht möglich war, wurde sie zusammen mit einer weiteren kleinen Glocke eingeschmolzen und neu gegossen. Relativ wenig bekannt ist von der dritten Glocke. Nach den Abmessungen des südlichen Gefaches war diese nur wenig kleiner als die größte, der Durchmesser wird auf 100 bis 110 Zentimeter geschätzt, das Gewicht auf 600 bis 900 Kilogramm. Irgendwann zwischen 1761 und 1828 muss diese Glocke abgenommen worden sein, der Grund dafür ist nicht bekannt.
In den beiden Weltkriegen verlor die Kirche jeweils fast alle Glocken. Nach dem Zweiten Weltkrieg blieb nur die größte Glocke übrig, weil man sie nicht aus dem Turmfenster gebracht hatte. Sie ist historisch die wertvollste. Als Ersatz für die abgelieferten Glocken goss die Glockengießerei Heinrich Kurtz in Stuttgart in der Zeit von 1949 und 1954 drei neue Glocken. 1996, im Jahr des 500-jährigen Kirchenjubiläums, erhielt die Kirche als fünfte Glocke die neue Taufglocke, die als kleinste, hell klingende Glocke das Klangbild erweitert, so dass sich das Salve-Regina-Motiv ergibt.
| Nr. | Name          | Gussjahr | Gießer                    | Gewicht (kg) | Durchmesser (cm) | Nominal |
| --- | ------------- | -------- | ------------------------- | ------------ | ---------------- | ------- |
| 1   | Dominica      | 1456     | Hans Eger, Reutlingen     | 1250         | 125,0            | f1      |
| 2   | Betglocke     | 1949     | Heinrich Kurtz, Stuttgart | 847          | 108,4            | g1      |
| 3   | Kreuzglocke   | 1954     | Heinrich Kurtz, Stuttgart | 607          | 96,7             | a1      |
| 4   | Zeichenglocke | 1954     | Heinrich Kurtz, Stuttgart | 366          | 81,9             | c2      |
| 5   | Taufglocke    | 1996     | A. Bachert, Heilbronn     | 260          | 73,0             | d2      |

## Nutzung
Die Kirche wird von der evangelischen Kirchengemeinde Gärtringen genutzt, die ungefähr 4000 Mitglieder zählt und dem Kirchenbezirk Herrenberg zugeordnet ist. Die Gemeinde gliedert sich in die Pfarrämter Ost und West, die Gemeinde des Ortsteils Rohrau verfügt mit der Christuskirche über eine eigene Kirche. Die Gottesdienste in der St.-Veit-Kirche finden vorwiegend am Sonntagvormittag statt. Gelegentlich ist die Kirche auch Veranstaltungsort für Orgel- und Gospelkonzerte. Sie ist vor und nach den Gottesdiensten, bei Veranstaltungen sowie jeden letzten Sonntag im Monat von 14 bis 17 Uhr zugänglich.